# Lleó
|  | Per a altres significats, vegeu «Lleó (desambiguació)». |

El lleó (Panthera leo) és una espècie de mamífer carnívor de la família dels fèlids. Es tracta d'un fèlid musculat i de pit ample, amb el cap curt i arrodonit, el coll petit, orelles rodones i un floc de pèls a la punta de la cua. Presenta un marcat dimorfisme sexual: els mascles adults tenen una espessa crinera que és característica d'aquesta espècie. Els mascles tenen una llargada de cap a gropa de 184-208 cm, mentre que les femelles fan 160-184 cm. És un animal social que viu en grups que es coneixen com a esbarts i es componen d'uns quants mascles adults juntament amb femelles relacionades i les seves cries. Les femelles solen caçar en grup i la seva presa habitual són els ungulats de grans dimensions. Els lleons són depredadors alfa i clau, tot i que alguns mengen carronya quan en tenen l'oportunitat. Malgrat que s'han documentat casos de lleons que cacen persones, no és un comportament habitual en aquesta espècie.
Generalment viu en herbassars i sabanes i evita els boscos espessos. Encara que sol ser més actiu durant el dia que els altres grans fèlids, si cal, pot assumir un estil de vida crepuscular o nocturn per evitar la persecució. Durant el Neolític, la seva distribució abastava Àfrica, el sud d'Europa, el Caucas i l'oest i el sud d'Àsia, però ha anat decreixent amb el pas dels segles i avui en dia es limita a un grapat de poblacions discontínues a l'Àfrica subsahariana i l'oest de l'Índia. La Llista Vermella de la UICN el cataloga com a espècie vulnerable des del 1996 pel retrocés demogràfic d'un 43% que han patit els lleons africans des de principis de la dècada del 1990. Les poblacions de lleons no són sostenibles fora de les zones que gaudeixen de protecció oficial. Les causes d'aquest declivi no estan del tot clares, però la destrucció del seu hàbitat i els conflictes amb els éssers humans són els principals motius de preocupació.
El lleó, un dels animals més representats en escultures, pintures, banderes, pel·lícules i obres literàries, és un animal icònic en gairebé totes les cultures que han sorgit a la seva distribució històrica. Els lleons han format part de col·leccions d'animals des de l'època romana i han figurat entre les principals atraccions de zoològics d'arreu del món des de la darreria del segle xviii.

## Nom i etimologia
La paraula lleó deriva del mot llatí leo, que té el mateix significat. L'ús d'aquest terme en la seva forma actual es remunta al segle xiv. El nom llatí, alhora, prové del mot grec antic λέων (léon).
El mot hebreu lavi (לָבִיא) també podria estar-hi relacionat.

## Descripció

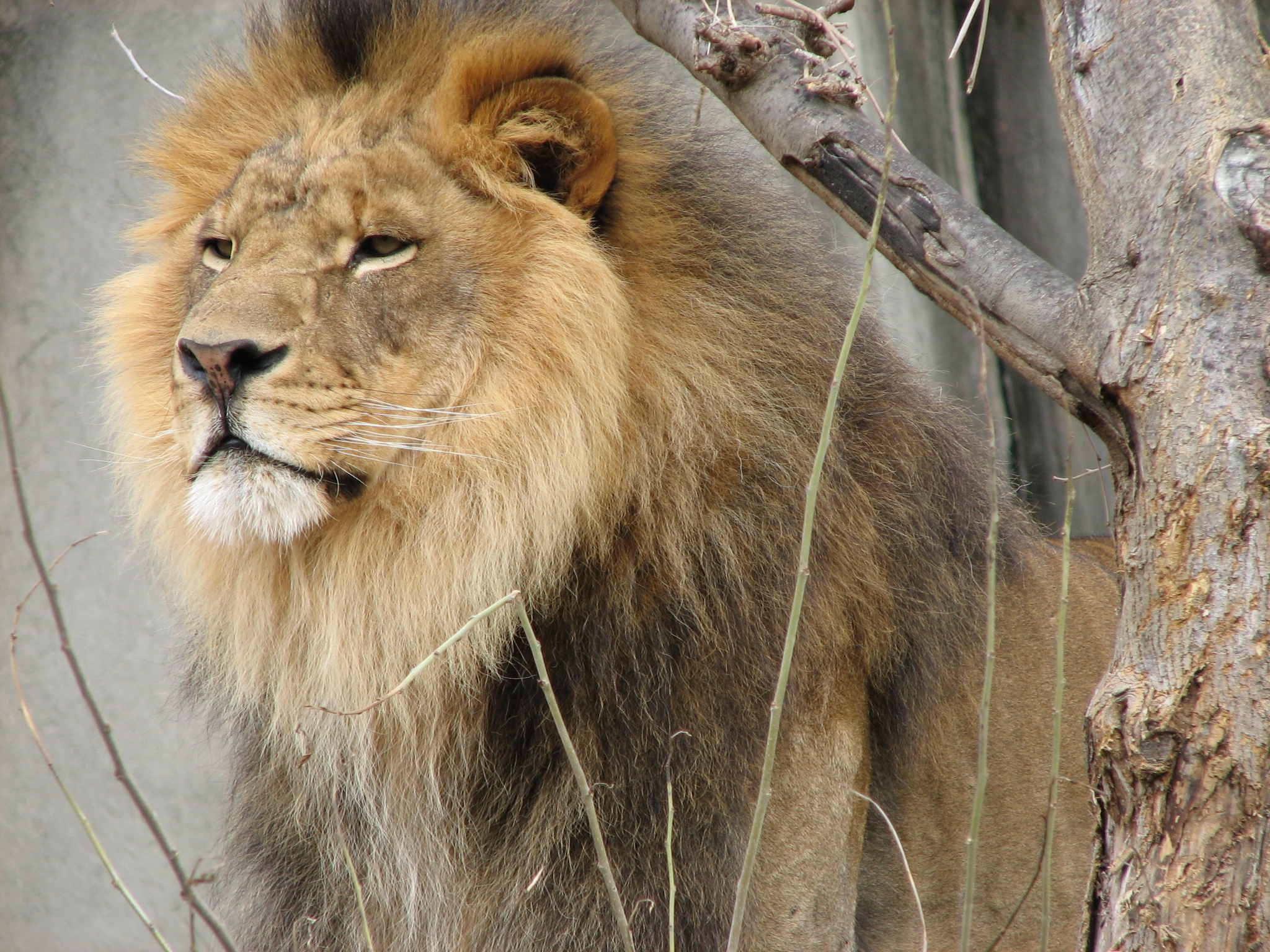
Durant els combats, la crinera d'un lleó fa que sembli més gros del que realment és.

El lleó és el segon fèlid vivent més corpulent després del tigre. Amb unes potes potents, una forta mandíbula i unes dents canines de vuit centímetres, el lleó pot abatre i matar preses de gran mida. Els lleons tenen el crani molt semblant al dels tigres, però la regió frontal sol estar més deprimida i aplanada, amb una regió postorbital una mica més curta. Els lleons tenen les obertures nasals més grosses. Tanmateix, a causa de les variacions entre exemplars de la mateixa espècie, l'estructura del maxil·lar inferior és l'única part que permet determinar l'espècie amb certesa. La coloració dels lleons va des d'un color camussat clar fins a un marró groguenc, vermellós o ocre fosc. Les parts inferiors solen ser més clares i el pèl de la cua és negre. Tot i que van esvaint-se a mesura que els lleons esdevenen adults, encara es poden observar taques, amb prou feines visibles, a les potes i les parts inferiors. Aquesta característica està més marcada en les lleones.
Els lleons són els únics fèlids que presenten un dimorfisme sexual evident. Els mascles i les femelles tenen un aspecte força diferent com a conseqüència dels rols especialitzats que tenen dins el grup. Per exemple, la lleona, com a caçadora, manca de l'espessa crinera del mascle, que perjudicaria la seva capacitat de camuflar-se quan para emboscades. El color de la crinera va de ros a negre i sol esdevenir més fosc a mesura que el lleó envelleix.

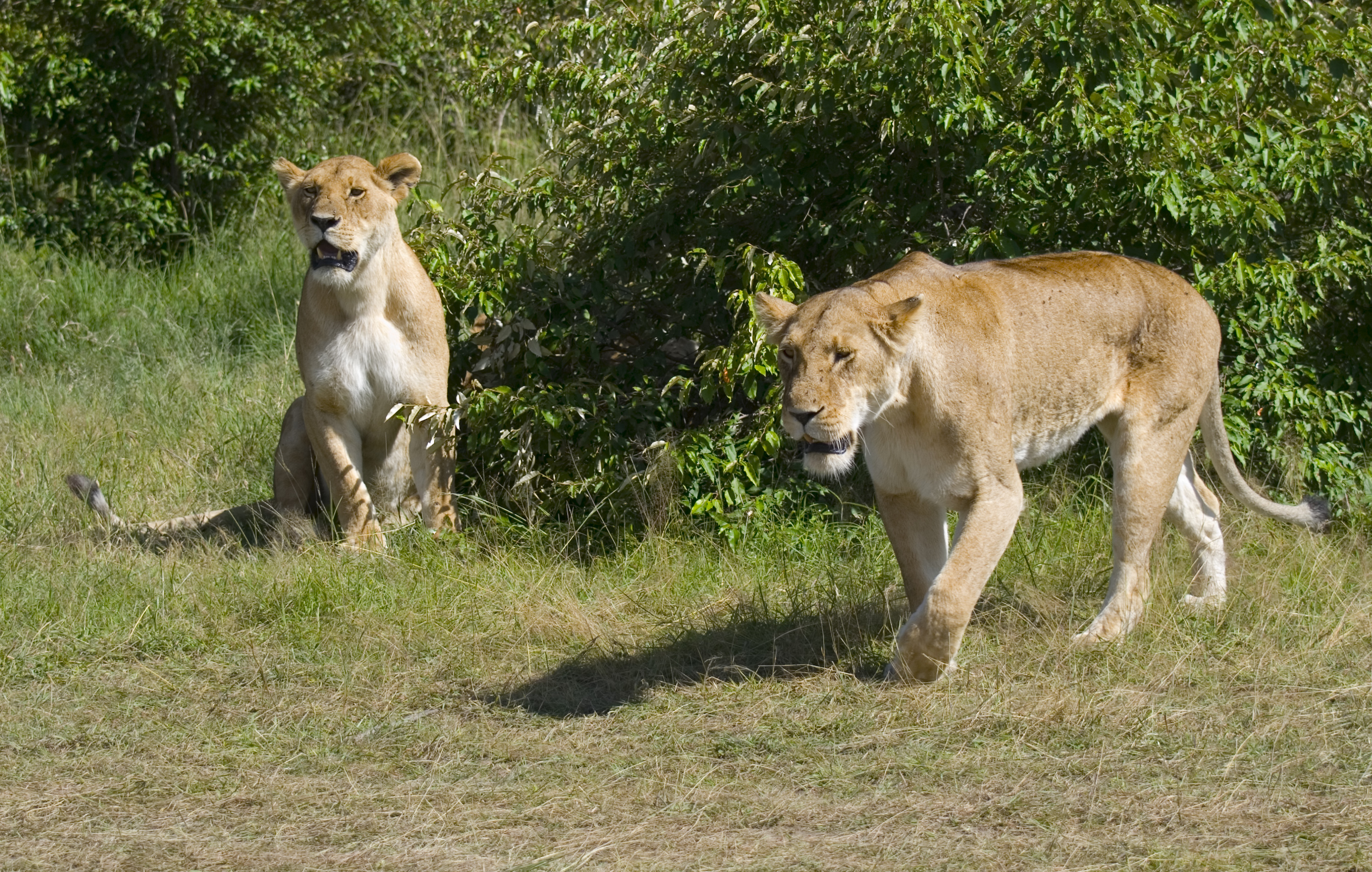
Dues lleones a Masai Mara (Kenya)

El pes dels lleons adults varia generalment entre 150 i 250 kg en els mascles i 120-182 kg en les femelles. Nowell i Jackson aposten per un pes mitjà de 181 kg en els mascles i 126 kg en les femelles; un mascle mort a prop del Mont Kenya pesava 272 kg. Els lleons tendeixen a tenir una mida diferent segons el medi ambient i la zona, cosa que resulta en una gran varietat de pesos documentats. Per exemple, els lleons de l'Àfrica meridional tendeixen a pesar un 5% més que els de l'Àfrica oriental, en general.
La longitud del cap i el cos és de 170-250 cm en els mascles i 140-175 cm en les femelles; l'alçada a l'espatlla és d'uns 123 cm en els mascles i 107 cm en les femelles. La cua fa 90-105 cm en els mascles i 70-100 cm en les femelles. El lleó més llarg conegut fins ara ha estat un mascle de crinera negra disparat prop de Mucsso (al sud d'Angola) l'octubre del 1973; el lleó més pesant conegut fou un antropòfag disparat el 1936 als afores d'Hectorspruit, a l'est del Transvaal (Sud-àfrica) que pesava 313 kg. Els lleons en captivitat tendeixen a ser més grossos que els salvatges —el lleó més gros mai documentat fou un mascle del Zoo de Colchester (Anglaterra) anomenat Simba, que el 1970 pesava 375 kg.
Tant en els mascles com en les femelles, el final de la cua té un floc de pèls. En alguns lleons, el floc oculta una «espina» o «esperó» d'uns 5 mm de llarg, format per la fusió de les seccions finals de l'os de la cua. El lleó és l'únic fèlid que té una cua amb un floc de pèls. Es desconeix la funció del floc i l'esperó. El floc està absent al moment del naixement, es desenvolupa a partir dels cinc mesos i mig d'edat i és fàcilment observable a l'edat de set mesos.

### Crinera

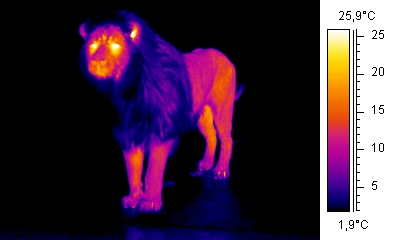
Imatge termogràfica d'un lleó, mostrant la crinera aïllant.

La crinera del lleó mascle, única entre els fèlids, és un dels trets més característics de l'espècie. Fa que el lleó sembli més gros i constitueix una excel·lent intimidació; això ajuda el lleó durant els combats amb altres lleons i amb la principal espècie competidora dels lleons a Àfrica, la hiena tacada. La presència, absència, color i mida de la crinera estan associats a les condicions genètiques, la maduresa sexual, el clima i la producció de testosterona; com a regla general, com més fosca i espessa sigui la crinera, més sa està el lleó. Investigacions a Tanzània també suggereixen que la longitud de la crinera indica èxit en el combat en les relacions entre mascles. Els exemplars amb una crinera més fosca poden tenir una vida reproductiva més llarga i una taxa de supervivència de les cries més alta, tot i que sofreixen als mesos més calorosos de l'any. Als grups dominats per una coalició de dos o tres mascles, és possible que les lleones tendeixin a voler aparellar-se més amb els lleons que tenen una crinera més espessa.
Antigament, els científics creien que l'estatus distint d'algunes subespècies es podia justificar per la morfologia, incloent-hi la mida de la crinera. Es feu servir la morfologia per identificar subespècies com ara el lleó de l'Atles o el lleó del Cap. Tanmateix, la investigació ha demostrat que els factors ambientals influeixen en el color i la mida de la crinera d'un lleó, com ara la temperatura ambient. La temperatura ambient més fresca dels zoos europeus i nord-americans, per exemple, pot resultar en una crinera més espessa. Així doncs, la crinera no és un marcador adequat per identificar subespècies. Tanmateix, els mascles de la subespècie asiàtica es caracteritzen per tenir crineres menys espesses que les dels lleons africans mitjans.

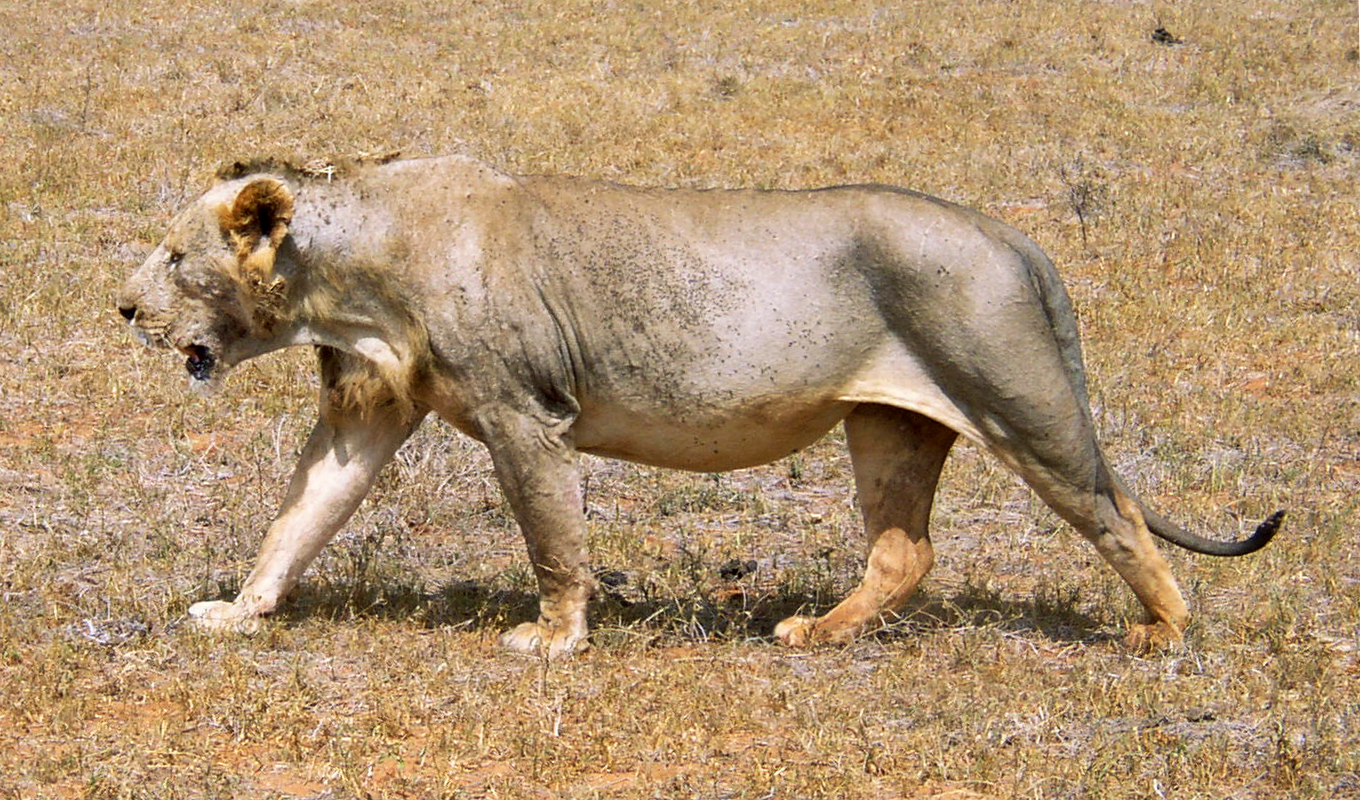
Un lleó mascle mancat de crinera, que també té poc pèl corporal. Parc Nacional de Tsavo East, Kenya.

S'han observat lleons mascles sense crinera al Senegal i el Parc Nacional de Tsavo East a Kenya i el lleó mascle blanc original de Timbavati també mancava de crinera. Els lleons castrats tenen crineres mínimes. A vegades s'observa la manca de crinera en poblacions consanguínies de lleons; la consanguinitat també causa una fertilitat pobra.

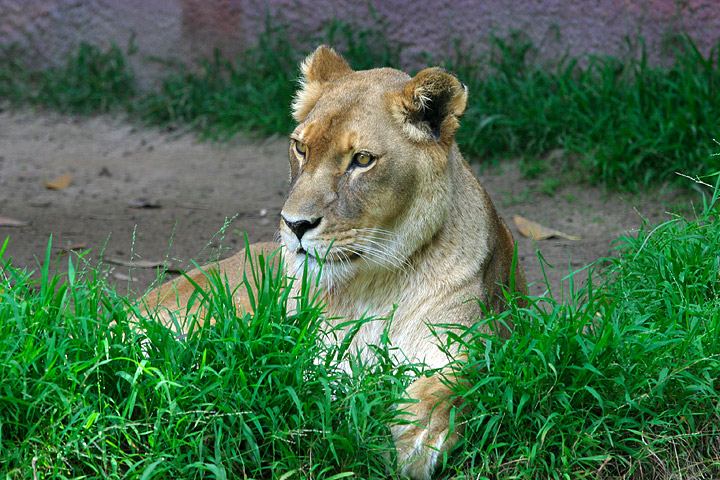
Lleona amb el collar, fet que a vegades fa que se la identifiqui com a mascle.

Moltes lleones tenen un collar que pot ser aparent en certes postures. A vegades és representat en escultures i dibuixos, especialment en l'art antic i és malinterpretat com a crinera de mascle. Tanmateix, es diferencia de la crinera en què es troba a l'altura de la mandíbula, sota les orelles, els pèls són molt més curts i sovint no és perceptible; mentre que la crinera s'estén per sobre les orelles, sovint amagant-les completament.
Les pintures rupestres dels extints lleons de les cavernes d'Europa mostren únicament lleons sense crinera, o simplement amb una traça de crinera, suggerint que mancaven de crinera; tanmateix, els protagonistes de les pintures són probablement femelles que cacen (car són representades en escenes de caça), de manera que aquestes imatges no permeten arribar a una conclusió fiable sobre si els mascles tenien crinera. Les il·lustracions suggereixen que aquest lleó utilitzava la mateixa organització social i les mateixes estratègies de caça que els lleons actuals.

#### Lleons blancs

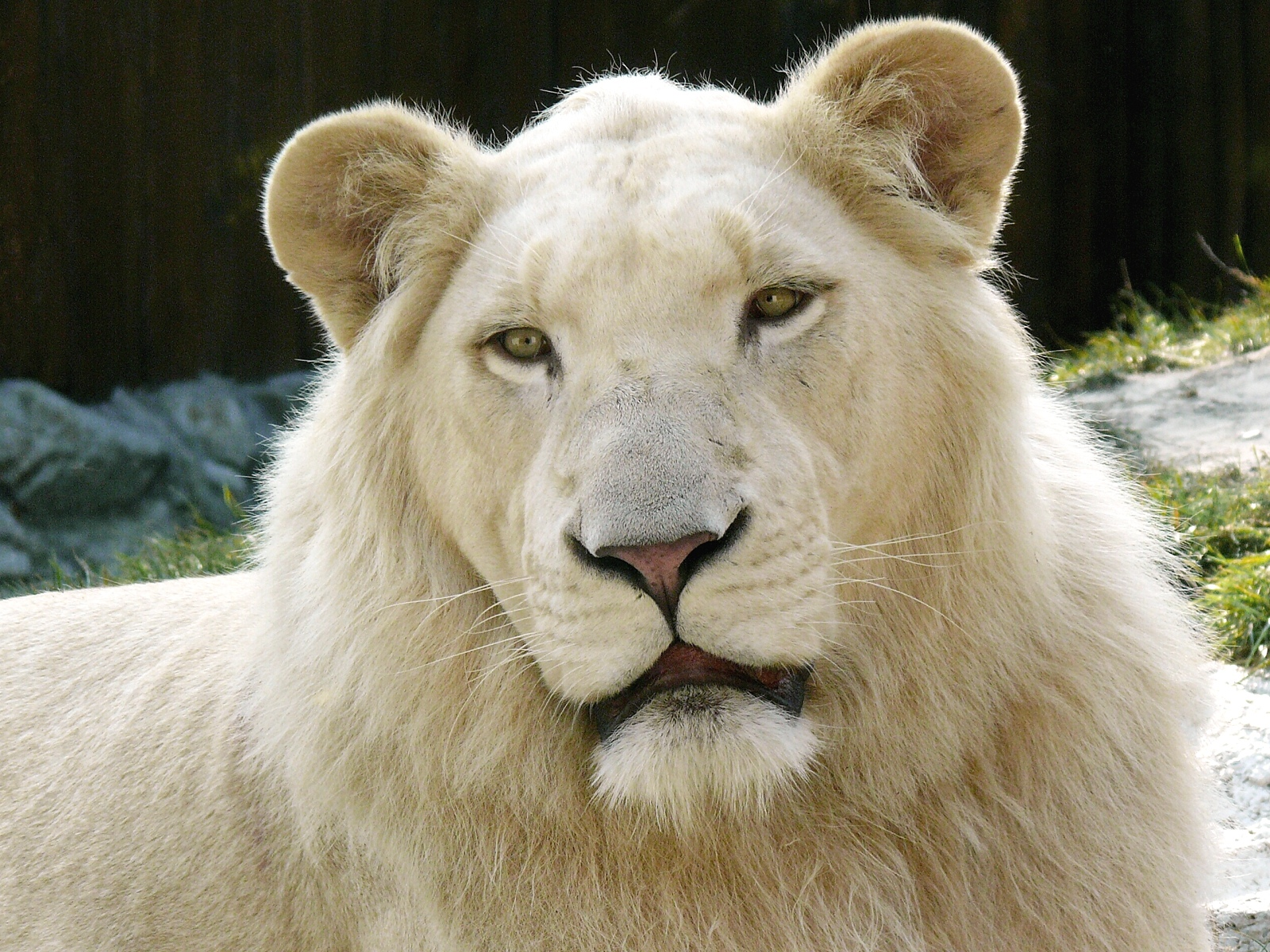
Els lleons blancs deuen la seva coloració a un gen recessiu; són formes rares de la subespècie Panthera leo krugeri.

El lleó blanc no és una subespècie distinta, sinó un morf especial amb un trastorn genètic, el leucisme, que provoca una coloració de la pell més pàl·lida, semblant a la dels tigres blancs; el trastorn és similar al melanisme, que causa la coloració de les panteres negres. A vegades s'han trobat exemplars blancs de lleó del Transvaal (Panthera leo krugeri) a dins i a prop del Parc Nacional Kruger i l'adjacent Timbavati Private Game Reserve a l'est de Sud-àfrica, però són més fàcils de trobar en captivitat, car els criadors els seleccionen expressament. El curiós color crema del seu pelatge és degut a un gen recessiu. Suposadament, se n'ha criat a campaments de Sud-àfrica per utilitzar-los com a trofeus en caces enllaunades.
La confirmació de l'existència de lleons blancs només arribà a final del segle xx. Durant segles s'havia cregut que el lleó blanc era una ficció d'una llegenda circulant a Sud-àfrica, on es deia que el pelatge blanc de l'animal representa la bondat present en totes les criatures. Les primeres observacions es produïren a principis de la dècada del 1900 i continuaren, sent infreqüents, durant gairebé cinquanta anys, fins que el 1975 es descobrí una ventrada de cries de lleó blanques a la Timbavati Game Reserve.

## Biologia i comportament
Els lleons passen gran part del temps descansant i estan inactius durant unes 20 hores al dia. Tot i que poden ser actius a qualsevol hora, la seva activitat sol tenir el seu punt àlgid quan es fa fosc, amb un període de socialització, empolainament i defecació. Es produeixen períodes intermitents d'activitat durant les hores nocturnes fins a l'alba, que és quan els lleons cacen més sovint. Passen una mitjana de dues hores al dia caminant i 50 minuts menjant.

### Organització dels grups

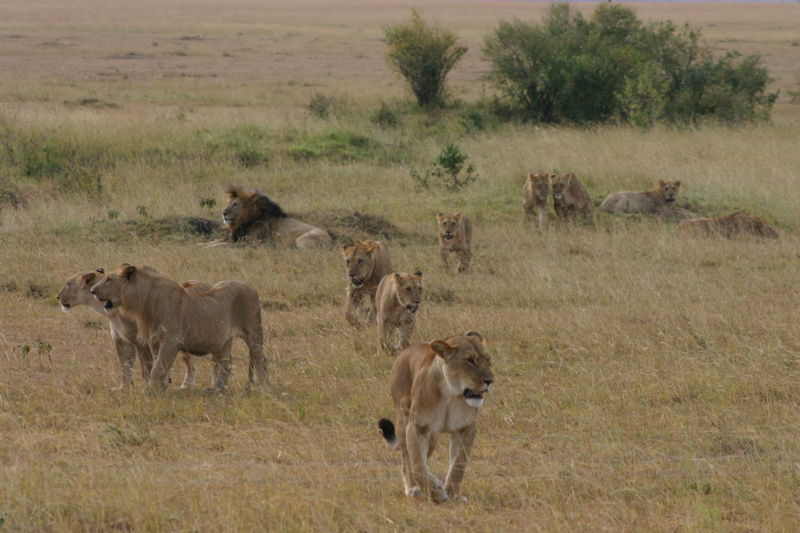
Un esbart en moviment a prop de Governors Camp, al Masai Mara (Kenya).

Els lleons són carnívors depredadors amb dos tipus d'organització social. Alguns són residents que viuen en grups anomenats «esbarts». L'esbart sol consistir en aproximadament cinc o sis femelles emparentades, les seves cries d'ambdós sexes i un o dos mascles, coneguts com a coalició, que s'aparellen amb les femelles adultes (tot i que s'han observat esbarts extremament grans, de fins a trenta individus). La coalició de mascles d'un esbart sol consistir en dos mascles, però pot augmentar fins a quatre i després tornar a baixar. Els cadells mascles són expulsats del seu esbart matern quan assoleixen la maduresa.
El segon comportament organitzacional és el dels «nòmades», que es mouen per grans territoris i es desplacen esporàdicament, o bé tots sols o bé en parelles. Les parelles són més freqüents entre els mascles emparentats que han estat exclosos del seu esbart natal. Cal destacar que un lleó pot canviar d'estil de vida; els nòmades poden esdevenir residents i viceversa. Els mascles han de passar aquest estil de vida i alguns no són mai capaços d'unir-se a un altre esbart. A una femella que esdevé nòmada li costa molt més trobar un nou esbart, car les femelles d'un esbart estan emparentades i rebutgen la majoria d'intents de femelles no emparentades d'unir-se al seu grup familiar.
L'àrea que ocupa un esbart rep el nom d'«àrea d'esbart», mentre que la que ocupa un nòmada és denominada «territori». Els mascles associats amb un esbart tendeixen a romandre als límits, patrullant el seu territori. És molt debatut per què la socialitat (la més marcada de totes les espècies de fèlids) s'ha desenvolupat en les lleones. Un major èxit en la caça sembla un motiu evident, però això és menys segur si s'observa bé: la caça coordinada permet una depredació més reeixida, però també implica que els membres que no cacen redueixen la ingestió de calories; tanmateix, algunes participen en la cria dels cadells, que poden romandre sols durant períodes llargs de temps. La salut de les caçadores és la necessitat principal per a la supervivència de l'esbart i són les primeres a consumir la presa al lloc on se la caça. Altres beneficis inclouen la selecció de parentesc (és millor compartir aliments amb un lleó emparentat que amb un estrany), la protecció de les cries, el manteniment del territori i una assegurança mútua contra les lesions i la gana.

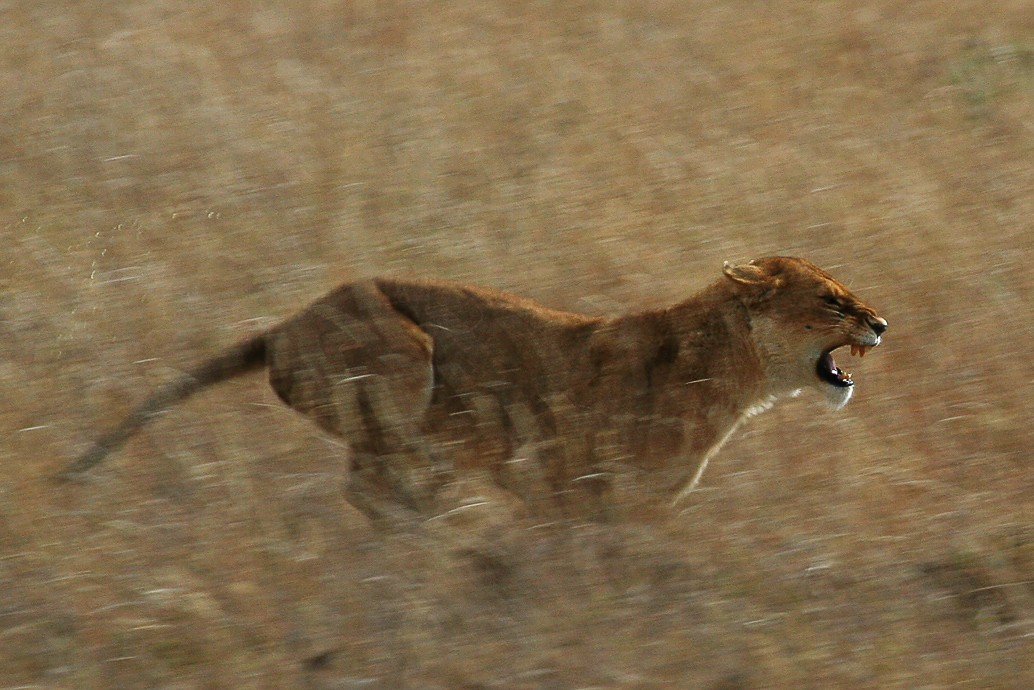
Una lleona esprinta caçant al Serengeti.

Les lleones fan gran part de la caça del seu esbart, ja que són més petites, veloces i àgils que els mascles i els manca la voluminosa i visible crinera, que causa als mascles un sobreescalfament durant els esforços físics. Les lleones actuen com a grup coordinat per tal d'assetjar i caçar la presa amb èxit. Tanmateix, els mascles tendeixen a dominar la caça un cop les lleones han atrapat la presa (de fet, solen compartir més la caça amb els cadells que amb les lleones) i rarament comparteixen l'aliment que han caçat ells mateixos. Les preses més petites són consumides al lloc on se les ha caçades, de manera que són compartides entre els caçadors; quan la presa és més gran, en canvi, sovint se l'arrossega al territori de l'esbart. Hi ha més tendència a compartir les preses grans, tot i que els membres de l'esbart sovint continuen actuant de manera agressiva l'un vers l'altre, intentant consumir tant de menjar com puguin.
Tant els mascles com les femelles defensen l'esbart dels intrusos. Alguns lleons sovint encapçalen la defensa contra els intrusos, mentre que d'altres es queden enrere. Aquests «covards» no són castigats pels líders; possiblement tenen altres funcions al grup i els líders els perdonen. Una hipòtesi alternativa és que existeix alguna mena de recompensa associada al fet de ser un líder que foragita els intrusos. El mascle o els mascles sovint defensen l'esbart de mascles aliens que intenten apropiar-se de l'esbart. Les femelles formen una unitat social estable i hi no toleren femelles alienes. La composició femenina d'un grup només canvia amb el naixement i la mort de les lleones, tot i que algunes femelles puguin deixar l'esbart i esdevenir nòmades. En canvi, els mascles subadults abandonen l'esbart quan assoleixen la maduresa, a l'edat d'uns 2-3 anys.

### Caça i dieta

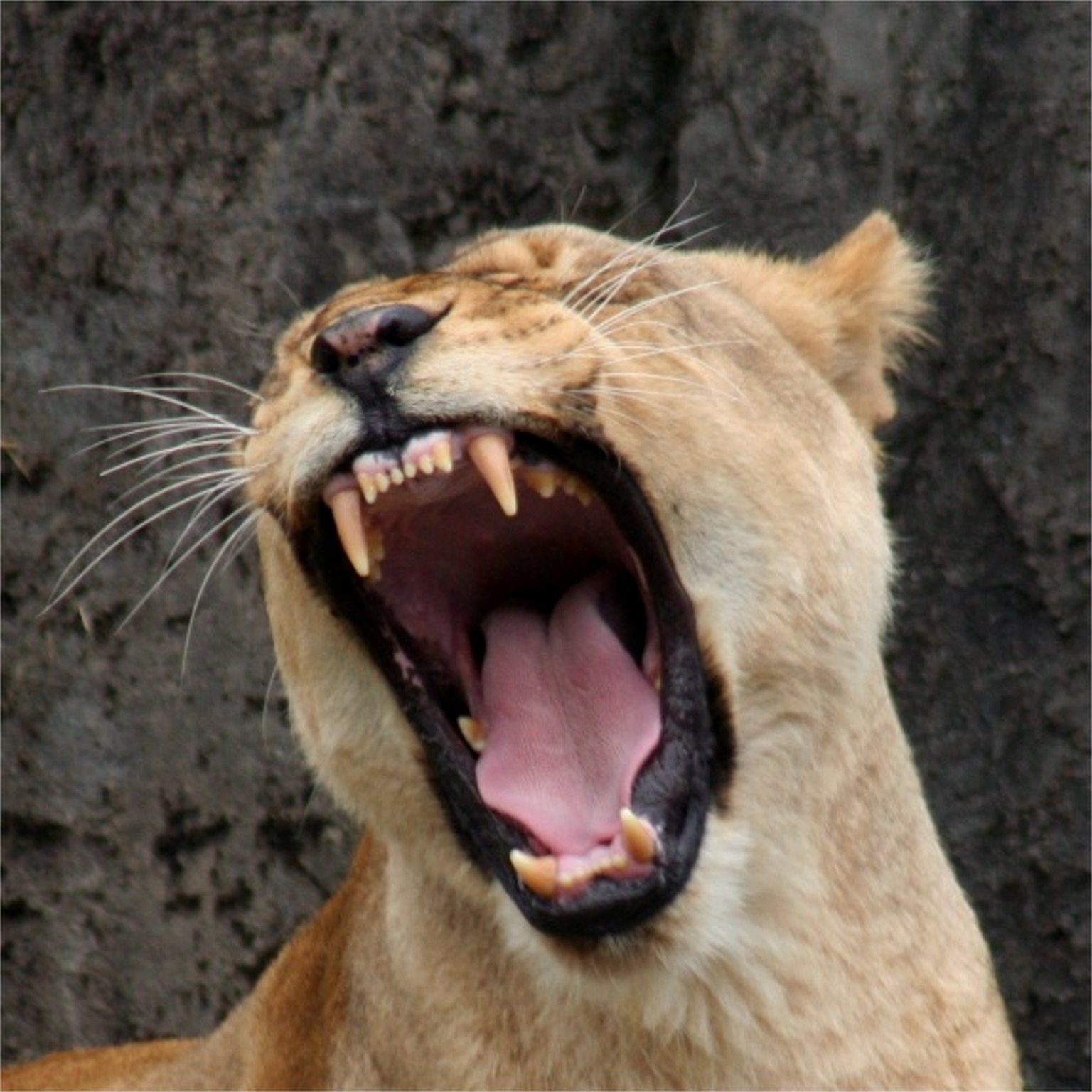
Tot i que una lleona com aquesta té dents molt esmolades, la presa és sovint morta per estrangulació.

Els lleons són animals potents que solen caçar en grups coordinats i assetgen la presa que han triat. Tanmateix, no tenen una resistència particularment elevada. Per exemple, el cor d'una lleona només representa el 0,57% del seu pes corporal (el d'un mascle, el 0,45%), mentre que el cor d'una hiena representa un 10% del seu pes corporal. Així doncs, tot i que les femelles poden assolir una velocitat punta d'uns 59 km/h, només ho poden fer en esprints curts, de manera que han d'estar a prop de la presa abans de començar l'atac. Aprofiten factors que redueixen la visibilitat: la majoria de preses són caçades a prop d'algun lloc que oculta les lleones, o durant la nit. S'acosten a la víctima sense ser detectades, fins que es troben a una distància d'aproximadament 30 metres o menys. Generalment, diverses lleones treballen en equip i encerclen el ramat des de diferents punts. Una vegada han envoltat un ramat, solen atacar la presa més propera. L'atac és curt i potent; intenten atrapar la víctima amb una acceleració ràpida i un salt final. La presa sol ser morta o bé per estrangulació o bé per asfíxia, quan un lleó tapa la boca i els narius de l'animal amb les potes, tot i que les preses més petites poden ser mortes amb un simple cop donat amb les potes del lleó.
Les preses són principalment mamífers grossos, amb una preferència pels nyus, impales, zebres, búfals i facoquers a Àfrica i nilgaus, senglars i diverses espècies de cérvols a l'Índia. Els lleons també cacen moltes altres espècies, segons la disponibilitat. Això afecta principalment ungulats amb un pes d'entre 50 i 300 quilograms, com ara el cudú, el búbal, l'òrix del Cap i l'eland. A vegades, cacen espècies relativament petites com la gasela de Thomson o la gasela saltadora. Els lleons que viuen a prop de la costa namíbia s'alimenten en gran manera de foques. Els lleons que cacen en grup són capaços d'abatre la majoria d'animals, fins i tot adults sans, però rarament ataquen preses molt grosses, com ara mascles de búfal o girafes adultes a causa del risc de prendre mal.

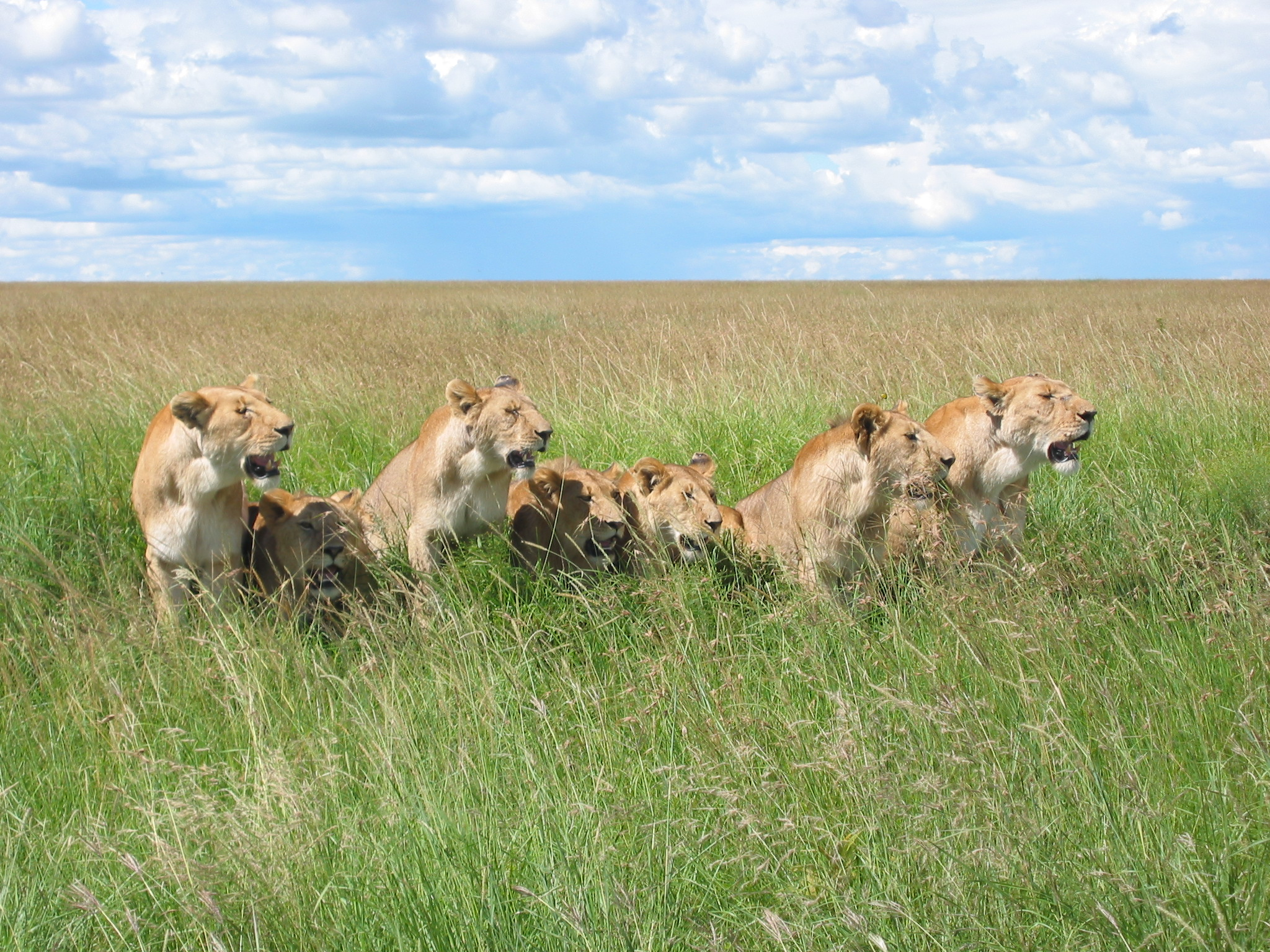
Set lleons a la carretera de la reserva del parc de Masai Mara a Kenya.

Moltes estadístiques recollides en diversos estudis demostren que els lleons s'alimenten normalment de mamífers d'entre 190 i 550 kg. Els nyus són la presa preferida (representen gairebé la meitat de les preses de lleons al Serengeti), seguits per les zebres. La majoria d'hipopòtams, rinoceronts i elefants adults són generalment exclosos, així com les gaseles i impales més petites i altres antílops àgils. Tanmateix, en algunes regions cacen sovint girafes i búfals. A vegades també s'ataquen hipopòtams, però els rinoceronts adults són generalment evitats. Tot i pesar menys de 190 kg, els facoquers són caçats sovint segons la seva disponibilitat. En algunes àrees, s'especialitzen a caçar preses d'espècies atípiques; és el cas del riu Savuti, on cacen elefants. Els guies del parc informaren que els lleons, incitats per una fam extrema, començaren a abatre cries d'elefants, després passaren als adolescents i, a vegades, adults durant la nit, quan la visió dels elefants és pobra. Al Parc Nacional Kruger, cacen girafes habitualment. Al Parc del Manyara, els búfals africans poden constituir fins a un 62% de la seva dieta. Els lleons també ataquen bestiar; a l'Índia, els bovins formen una part important de la seva dieta. Són capaços de matar altres carnívors, com ara lleopards, guepards, hienes i gossos salvatges africans, a més d'alimentar-se de carronya d'animals morts per causa natural o morts per altres depredadors. Un lleó pot afartar-se i menjar fins a 30 kg en un àpat; si no és capaç de menjar-se tota la presa, descansarà unes hores abans de continuar menjant-se-la. Als dies calorosos, l'esbart pot retirar-se a l'ombra, deixant un o dos mascles perquè vigilin la caça. Una lleona adulta necessita una mitjana d'uns cinc quilograms de carn cada dia i un mascle uns set quilograms.

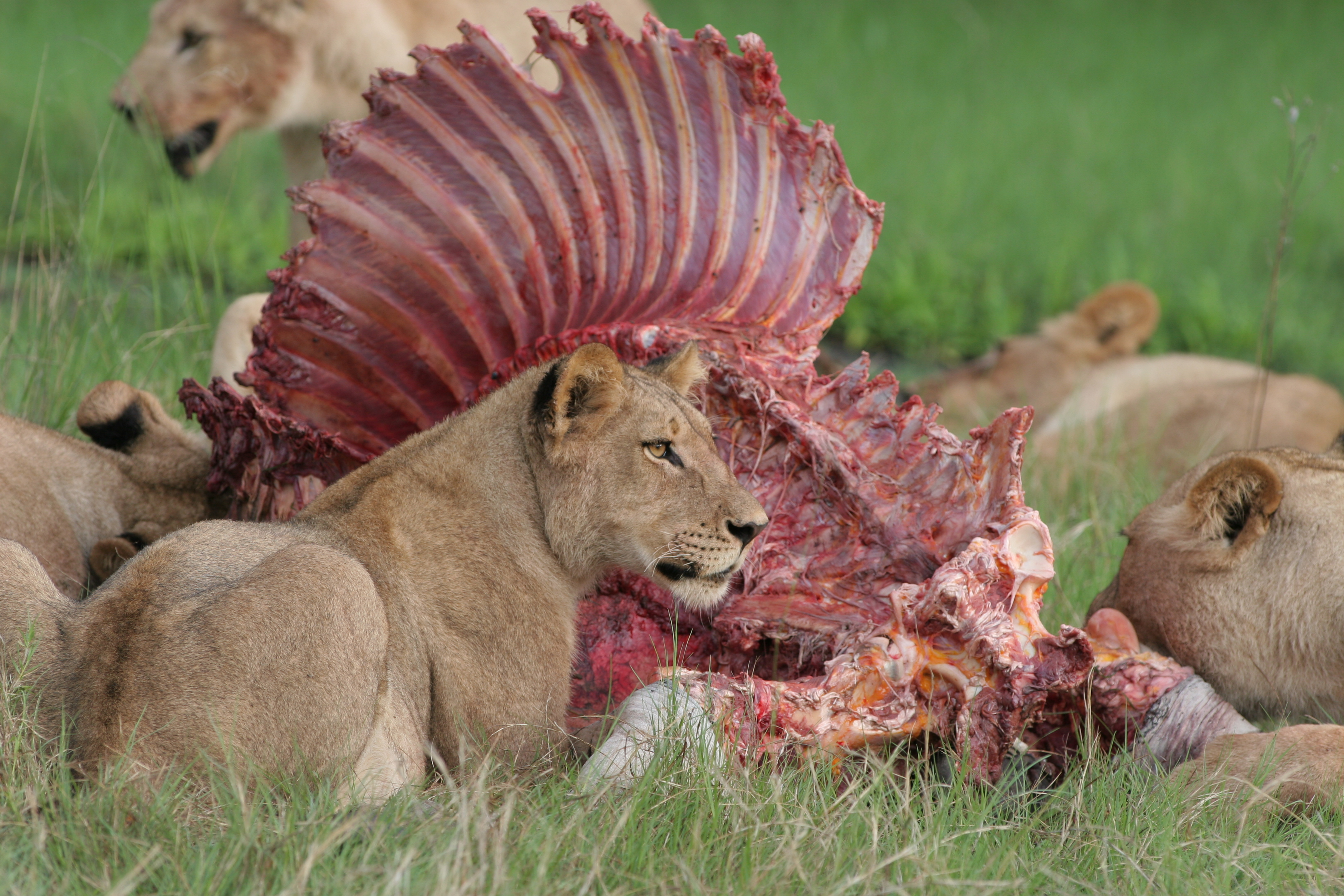
Les caçadores d'una presa comparteixen una zebra al punt on l'han mort.

Com que les lleones cacen en espais oberts on les preses les poden veure fàcilment, caçar en equip augmenta les probabilitats d'una caça reeixida; aquest és especialment el cas de les preses més grosses. El treball en equip també els permet defensar la seva caça més fàcilment davant altres depredadors grans com les hienes, que poden ser atretes per voltors des de quilòmetres de distància, a la sabana oberta. Les lleones s'encarreguen de gran part de la caça. En les caces típiques, cada lleona té una posició preferida al grup, o bé assetjant les preses «a l'ala» i després atacant, o bé movent-se una distància més curta al centre del grup i atrapant les preses que fugen d'altres lleones.
Els mascles d'un esbart no solen participar en la caça, excepte quan es tracta de preses grans com ara girafes i búfals. Els mascles sense esbart es veuen forçats a caçar. També s'han donat casos de mascles que cacen en grups.
Les cries comencen a presentar comportament de caça a l'edat d'uns tres mesos, tot i que no participen en la caça fins que ja tenen gairebé un any. Comencen a caçar efectivament quan s'acosten als dos anys.

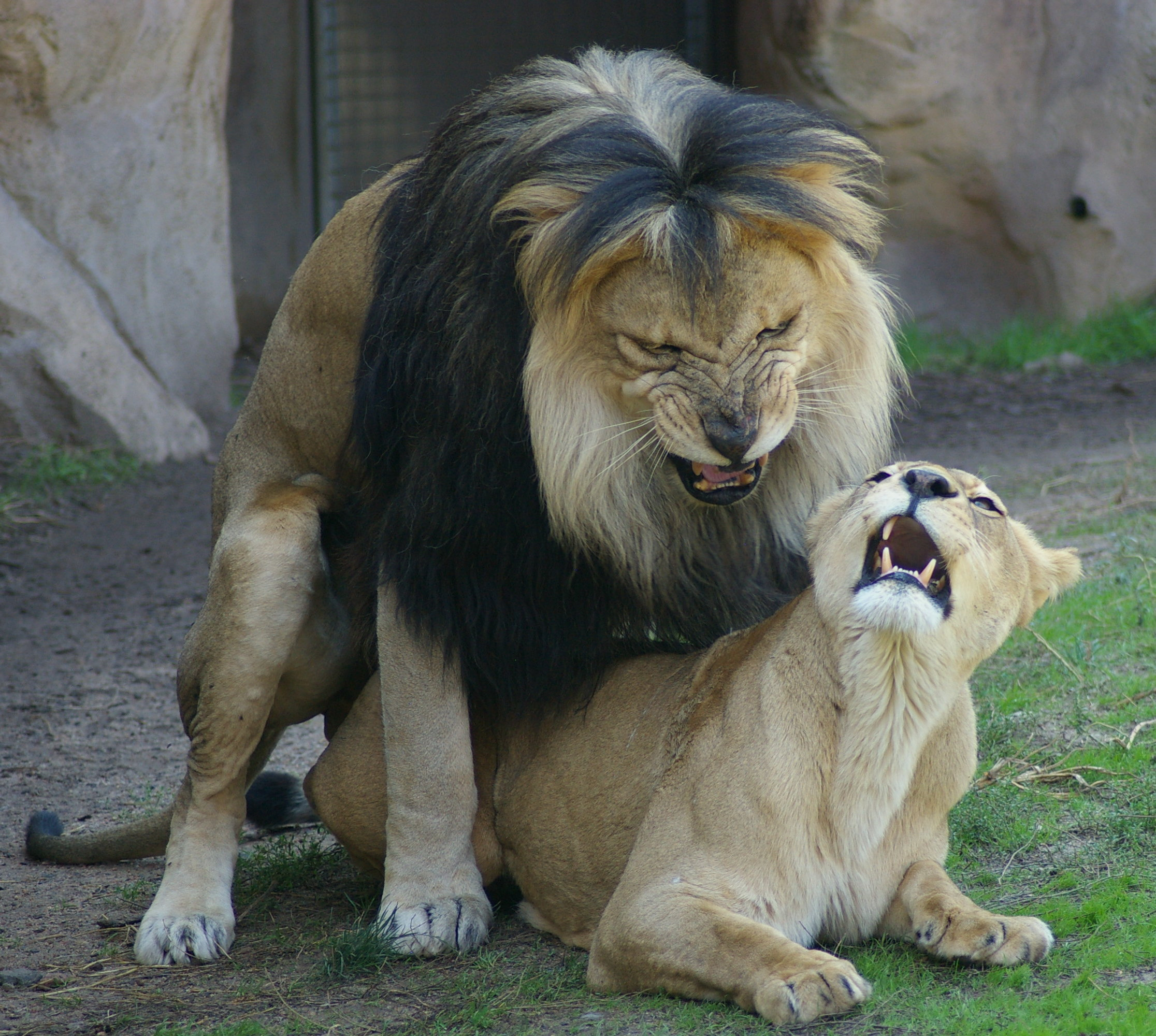
Durant el període d'aparellament, una parella pot copular entre vint i quaranta vegades al dia durant uns quants dies.

### Reproducció i cicle vital

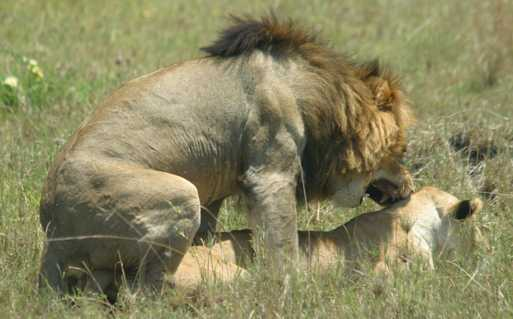
Un parell de lleons copulant al Masai Mara (Kenya).

La majoria de lleones ja s'han reproduït a l'edat de quatre anys. Els lleons no s'aparellen a cap moment en particular de l'any i les femelles tenen diversos zels cada any. Com en altres fèlids, el penis del mascle té unes espines que apunten cap enrere. Quan es retira el penis, les espines freguen les parets de la vagina de la femella, cosa que pot causar ovulació. Una lleona pot aparellar-se amb més d'un mascle quan està en zel durant un període d'aparellament, que pot durar diversos dies, la parella copula entre vint i quaranta vegades al dia i sovint deixa de menjar. Els lleons es reprodueixen amb molta facilitat en captivitat.
El període de gestació dura una mitjana d'uns 110 dies, i la femella dona a llum una ventrada d'entre una i quatre cries en un cau aïllat (que pot ser una boscúria, una jonquera, una cova o alguna altra zona protegida), habitualment separada de la resta de l'esbart. Les femelles sovint cacen per si soles mentre les cries encara estan indefenses i romanen relativament a prop de la boscúria o el cau on guarden les cries. Les cries neixen cegues i no obren els ulls fins més o menys una setmana després de néixer. Pesen 1.200-2.100 grams en néixer i estan gairebé indefenses. Comencen a reptar un o dos dies després de néixer i a caminar quan ja tenen unes tres setmanes. La lleona mou les cries a un nou indret diverses vegades al mes, agafant-les una per una per la pell del clatell, per impedir que es vagi acumulant la seva olor al mateix indret i així evitar l'atenció de depredadors que podrien fer mal a les cries.
En general, la mare no es reintegra a l'esbart amb les seves cries fins que aquestes tenen entre sis i vuit setmanes. Tanmateix, a vegades aquesta introducció a la vida de grup es produeix abans, especialment si altres lleones han donat a llum a la mateixa època. Per exemple, les lleones d'un esbart solen sincronitzar el seu cicle reproductiu per tal de cooperar en la cria i l'alletament dels cadells (una vegada aquests han passat la fase inicial d'aïllament amb la seva mare), que mamen indiscriminadament de qualsevol de les femelles cuidadores de l'esbart. A més d'oferir una major protecció, la sincronització dels naixements també és avantatjosa en què, com que els cadells tenen una mida molt similar, tenen les mateixes probabilitats de sobreviure. Si una cria dona a llum una ventrada de cadells un parell de mesos després d'una altra lleona, per exemple, aleshores les cries més joves solen ser dominades per les més grans a l'hora de menjar, car són molt més petites. Per tant, la mort de fam és més comuna entre les cries joves.

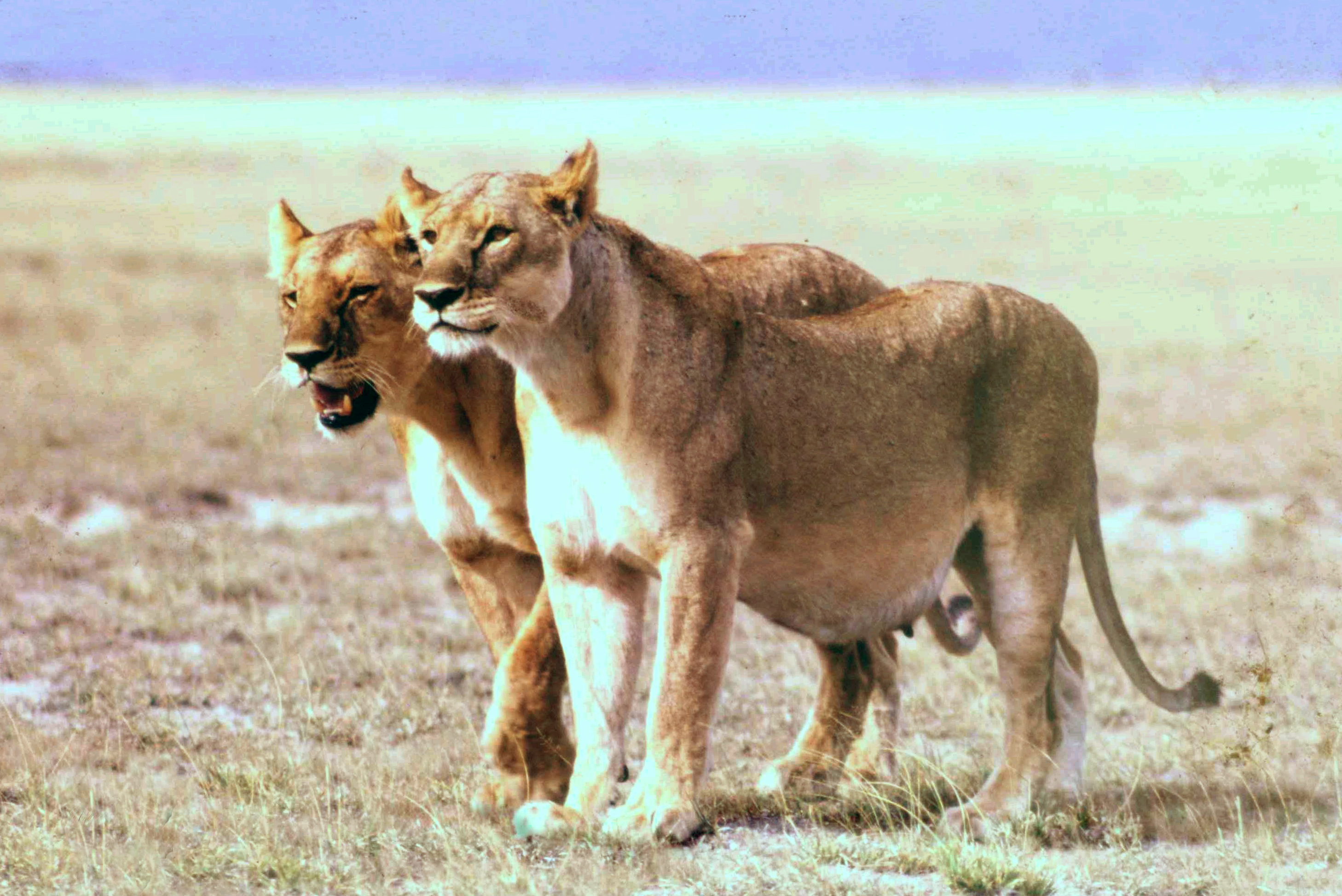
La lleona que està en primer pla està embarassada.

A més de morir-se de fam, els cadells també corren molts altres perills, com ara la depredació per part de xacals, hienes, lleopards, àguiles marcials i serps. Fins i tot els búfals, si senten l'olor de cries de lleó, desencadenen una estampida vers la boscúria o el cau en què es troben els cadells, mirant d'esclafar les cries mentre mantenen la lleona a ratlla. A més, quan un o més mascles nous foragiten l'anterior mascle associat amb un esbart, els conqueridors sovint maten les cries existents, potser perquè les femelles no esdevenen fèrtils i receptives fins que els seus cadells creixen o moren. En total, fins a un 80% dels cadells moren abans d'arribar als dos anys.
Quan s'integren a la resta de l'esbart, al principi els cadells tenen poca confiança quan es troben davant de lleons adults que no són la seva mare. Tanmateix, aviat comencen a participar en la vida de grup, jugant entre ells o intentant començar a jugar amb els adults. Les lleones que tenen cries tenen més probabilitats de ser tolerants envers les d'altres lleones que no pas les que no en tenen. La tolerància dels mascles vers els cadells varia: de vegades, un mascle pot deixar pacientment que les cries juguin amb la seva cua o crinera, mentre que un altre pot grunyir i fer fora els cadells.

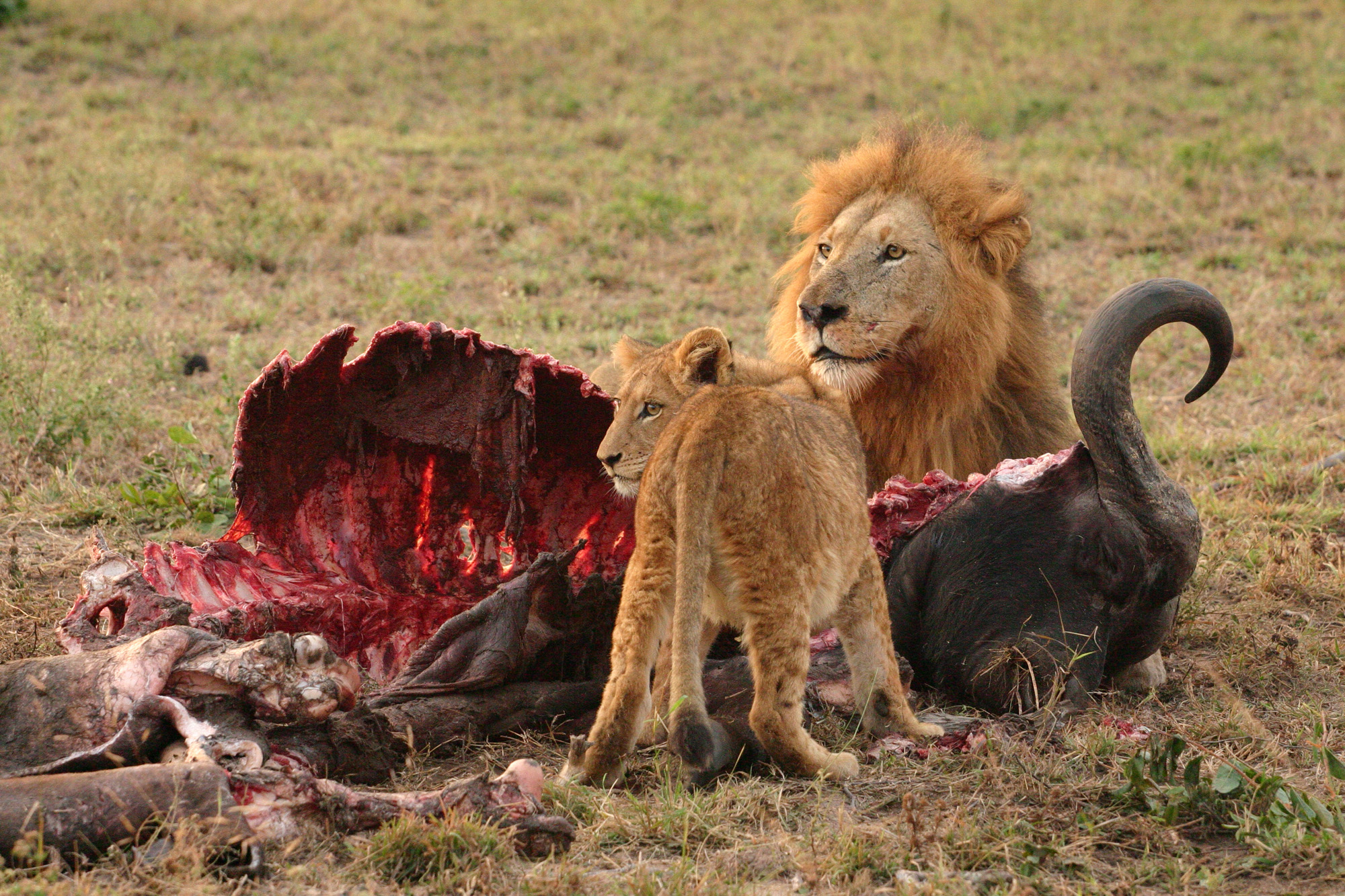
La tolerància dels mascles envers els cadells varia. Tanmateix, generalment és més probable que comparteixin menjar amb ells que amb les lleones.

El deslletament té lloc als sis o set mesos d'edat. Els mascles assoleixen la maduresa als tres anys i amb quatre o cinc anys ja són capaços de desafiar i expulsar el mascle adult d'un altre esbart. Comencen a envellir i afeblir-se quan tenen entre deu i quinze anys a tot estirar, i això si no són greument ferits defensant l'esbart (un cop expulsat per un mascle rival, és estrany que un lleó pugui recuperar el control del seu esbart). Si són capaços de procrear tan aviat com agafen el control d'un esbart, tenen més possibilitats de tenir més descendència que arribi a la maduresa abans de ser expulsats per un nou mascle. Les lleones sovint intenten defensar els cadells ferotgement d'un mascle usurpador, però rarament tenen èxit. L'usurpador sol matar tots els cadells existents que tinguin menys de dos anys. Com que les femelles són més febles i molt menys pesants que els mascles, la defensa de les cries té més probabilitats de reeixir si tres o quatre mares d'un esbart s'uneixen contra un mascle.
Al contrari del que diu la creença popular, no només els mascles són expulsats del seu esbart per esdevenir nòmades, tot i que és cert que la majoria de femelles romanen al seu esbart natal. Tanmateix, quan l'esbart esdevé massa gran, la pròxima generació de cries de sexe femení pot ser forçada a marxar i trobar un territori propi. A més, quan un nou mascle aconsegueix el control d'un esbart, els subadults poden ser-ne expulsats, tant si són mascles com femelles. La vida d'una femella nòmada és dura. Aquestes lleones rarament aconsegueixen pujar les seves cries fins que maduren, car manquen de la protecció d'altres membres de l'esbart.
Un estudi científic trobà que tant els mascles com les femelles podrien mantenir relacions homosexuals. Els mascles formen un lligam durant uns quants dies i comencen l'activitat homosexual amb afeccionades carícies amb el musell, que desemboquen en muntada i empentes. Un estudi descobrí que aproximadament un 8% de les muntades es produeixen entre dos mascles. Es creu que les relacions homosexuals entre femelles són bastant habituals en captivitat, però no han estat observades en estat salvatge.

### Salut
Tot i que els lleons adults no tenen depredadors naturals, la majoria pateixen una mort violenta causada per humans o per altres lleons. Això és particularment cert en el cas dels mascles, que, com a principals defensors de l'esbart, tenen més probabilitats d'interaccionar agressivament amb mascles rivals. De fet, tot i que un lleó mascle pot assolir una edat de quinze o setze anys si aconsegueix no ser expulsat per altres mascles, la majoria de mascles adults no viuen més de deu anys. Aquest és el motiu pel qual en estat salvatge la longevitat mitjana dels lleons tendeix a ser significativament inferior a la de les lleones. Tanmateix, els membres d'ambdós sexes poden ser ferits o fins i tot morts per altres lleons quan entren en conflicte dos esbarts amb territoris que s'encavalquen.
Pel que fa a paràsits, se sap que diverses espècies de paparra solen infestar les orelles, el coll i les engonals de la majoria de lleons. Tambe s'han pogut aïllar en els intestins de lleons la forma adulta de diverses espècies del gènere de platihelmints Taenia, a conseqüència d'haver-se'n infectat per haver-ne menjat les formes larvàries presents a la carn d'antílop.
El 1962, els lleons del cràter de Ngorongoro foren atacats per la mosca dels estables (Stomoxys calcitrans); això féu que els lleons acabessin coberts de taques calbes i sanguinolentes i quedessin amagrits. Els lleons intentaren fugir de les picades de les mosques sense èxit, pujant a arbres o arrossegant-se dins de caus de hienes; molts d'ells moriren o emigraren i la població caigué de 70 individus a 15. Un brot més recent, el 2001, matà sis lleons.
Els lleons, especialment en captivitat, són vulnerables al virus del brom, el virus de la immunodeficiència felina (VIF) i la peritonitis infecciosa felina. El brom es transmet per mitjà dels gossos domèstics i altres carnívors; un brot produït el 1994 al Parc Nacional del Serengeti provocà que molts lleons desenvolupessin símptomes neurològics com ara convulsions. Durant el brot, diversos lleons moriren de pneumònia i encefalitis. El VIF, que és similar al VIH, no afecta negativament els lleons, però el seu efecte sobre els gats domèstics és prou preocupant perquè el Species Survival Plan recomani dur a terme anàlisis sistemàtiques en els lleons en captivitat. Existeix en una freqüència alta-endèmica en diverses poblacions de lleons salvatges, però és gairebé inexistent en els lleons asiàtics i namibis.

### Comunicació

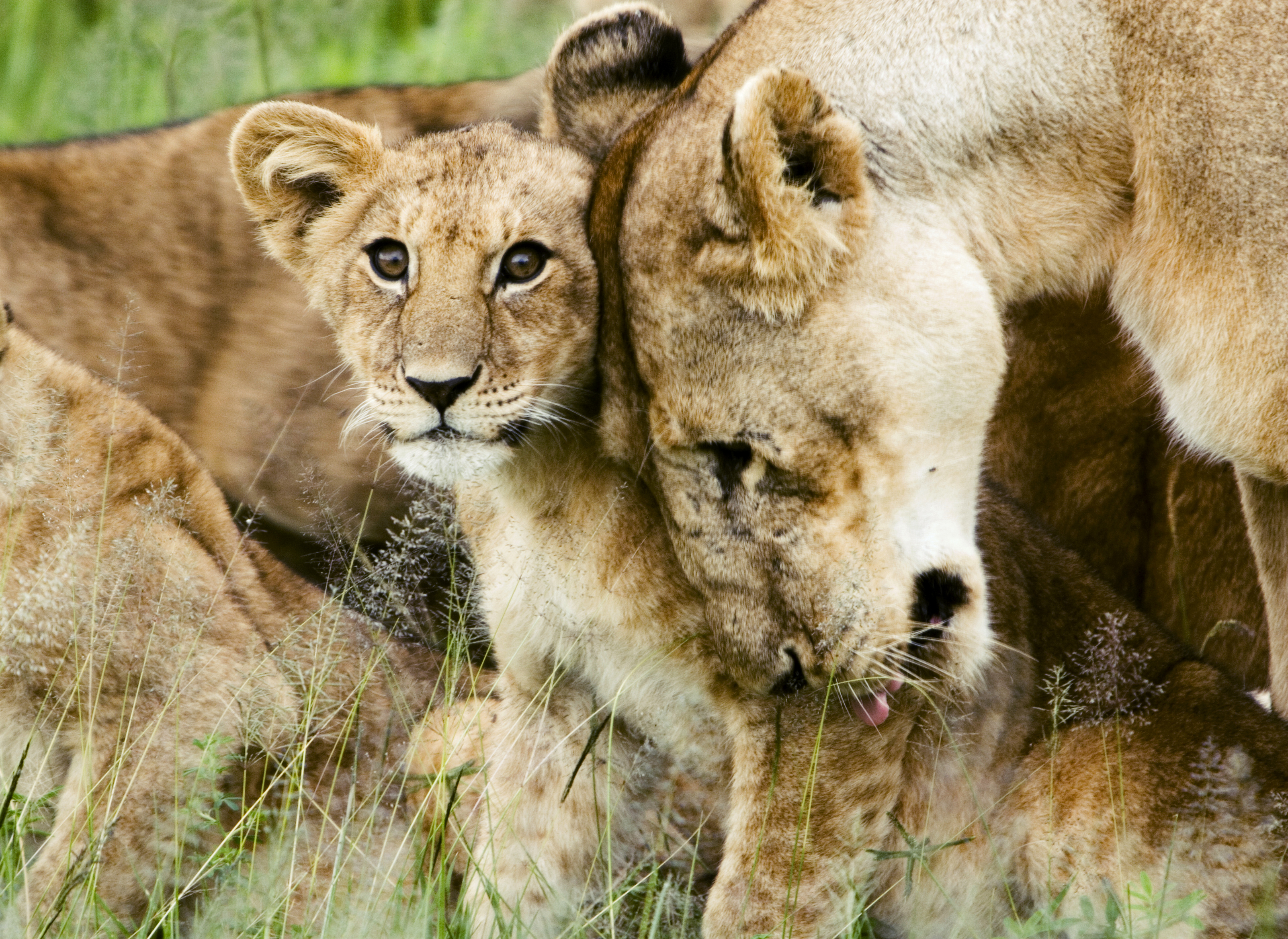
Fregar-se el cap i llepar-se són comportaments socials comuns en el si d'un esbart.

Quan estan en repòs, els lleons fan interaccions socials per mitjà d'una sèrie de comportaments i mostren moviments expressius molt desenvolupats. Tenen un conjunt d'expressions facials i postures corporals que són gestos visuals. Els gestos pacífics més comuns són el de fregar-se el cap i les llepades socials, que han estat comparades a l'empolainament dels primats. Fregar-se el cap, tot utilitzant el musell per acaronar el front, la cara i el coll d'un altre lleó, sembla una mena de salutació, car s'observa sovint quan un animal ha estat separat dels altres, o després d'un combat o conflicte. Els mascles tendeixen a fregar altres mascles, mentre que els cadells i les femelles freguen altres femelles. Les llepades socials solen produir-se en combinació amb els fregaments de cap; generalment són mútues i el receptor sembla mostrar plaer. El cap i el coll són les parts del cos que es llepen més habitualment, cosa que podria ser per motius pràctics, car un lleó, ell mateix, no es pot llepar aquestes zones.
El seu repertori de vocalitzacions també és ample; les variacions en la intensitat i l'altura dels sons i no els senyals individuals, semblen formar la base de la comunicació. Els sons dels lleons inclouen grunyits, roncs, esbufecs, tossos, miols, lladrucs i rugits. Els lleons tendeixen a rugir de manera molt característica, començant amb uns quants rugits greus i llargs, que condueixen a una sèrie de rugits més curts. Solen rugir de nit; el so, que pot ser sentit des d'una distància de 8 km, serveix per anunciar la presència de l'animal. Els lleons tenen el rugit més potent de qualsevol fèlid.

### Relacions interespecífiques de depredació
La relació entre els lleons i les hienes tacades a les àrees on coexisteixen és única per la seva complexitat i intensitat. Ambdues espècies són predadors alfa que s'alimenten de les mateixes preses, de manera que competeixen directament l'una amb l'altra. Sovint lluiten i roben la caça dels altres. Tot i que la concepció popular veu les hienes com a carronyaires oportunistes que s'aprofiten de les habilitats caçadores dels lleons, sovint es dona el cas contrari. Al cràter de Ngorongoro de Tanzània, la població de hienes tacades supera de llarg la de lleons, que obtenen una part important del seu menjar robant les preses de les hienes. Tanmateix, el conflicte entre les dues espècies va més enllà dels combats per l'aliment. En els animals, els límits territorials amb altres espècies sovint són ignorats. Les hienes i els lleons en són una excepció; marquen límits entre ells igual que ho farien amb membres de la seva pròpia espècie. Els lleons mascles en concret són extremament agressius vers les hienes i se'ls ha observat caçar i matar hienes sense menjar-se-les. Al seu torn, les hienes són uns dels grans depredadors de cadells de lleó i assetgen les lleones per robar-los les preses. Tanmateix, els mascles adults sans, fins i tot si estan sols, solen ser evitats a qualsevol preu.
Els lleons tendeixen a dominar felins més petits com els guepards i lleopards a les àrees on són simpàtics. Els roben les preses i els maten els cadells i fins i tot els adults quan en tenen l'oportunitat. El guepard té un 50% de possibilitats de perdre la seva caça davant els lleons o altres depredadors. Els lleons són un gran perill pels cadells de guepard i fins a un 90% dels cadells moren a les primeres setmanes de vida a causa d'atacs per part d'altres depredadors. Els guepards eviten la competència caçant a diferents moments del dia i amaguen els seus cadells a l'herba espessa. Els lleopards també utilitzen aquestes tàctiques, però tenen l'avantatge de poder sobreviure amb preses més petites que els lleons o els guepards. A més, a diferència dels guepards, els lleopards poden escalar arbres i utilitzar-los per mantenir les cries i les preses fora de l'abast dels lleons. Tanmateix, a vegades les lleones aconsegueixen pujar a un arbre per robar el menjar d'un lleopard. De manera similar, els lleons dominen els gossos salvatges africans, no només robant-los la caça sinó també caçant gossos joves i adults (tot i que és rar que aconsegueixin caçar un adult).
El cocodril del Nil és l'únic predador simpàtic (a part de l'home) que pot amenaçar el lleó en un combat individual. Segons la mida del cocodril i del lleó, qualsevol dels dos pot perdre preses o carronya davant l'altre. Es coneixen casos de lleons que han matat cocodrils que s'han aventurat a terra, i també el cas invers, quan és el lleó el que entra en aigües que contenen cocodrils, com ho demostra el fet que a vegades s'han descobert urpes de lleó a l'estómac de cocodrils.

## Evolució

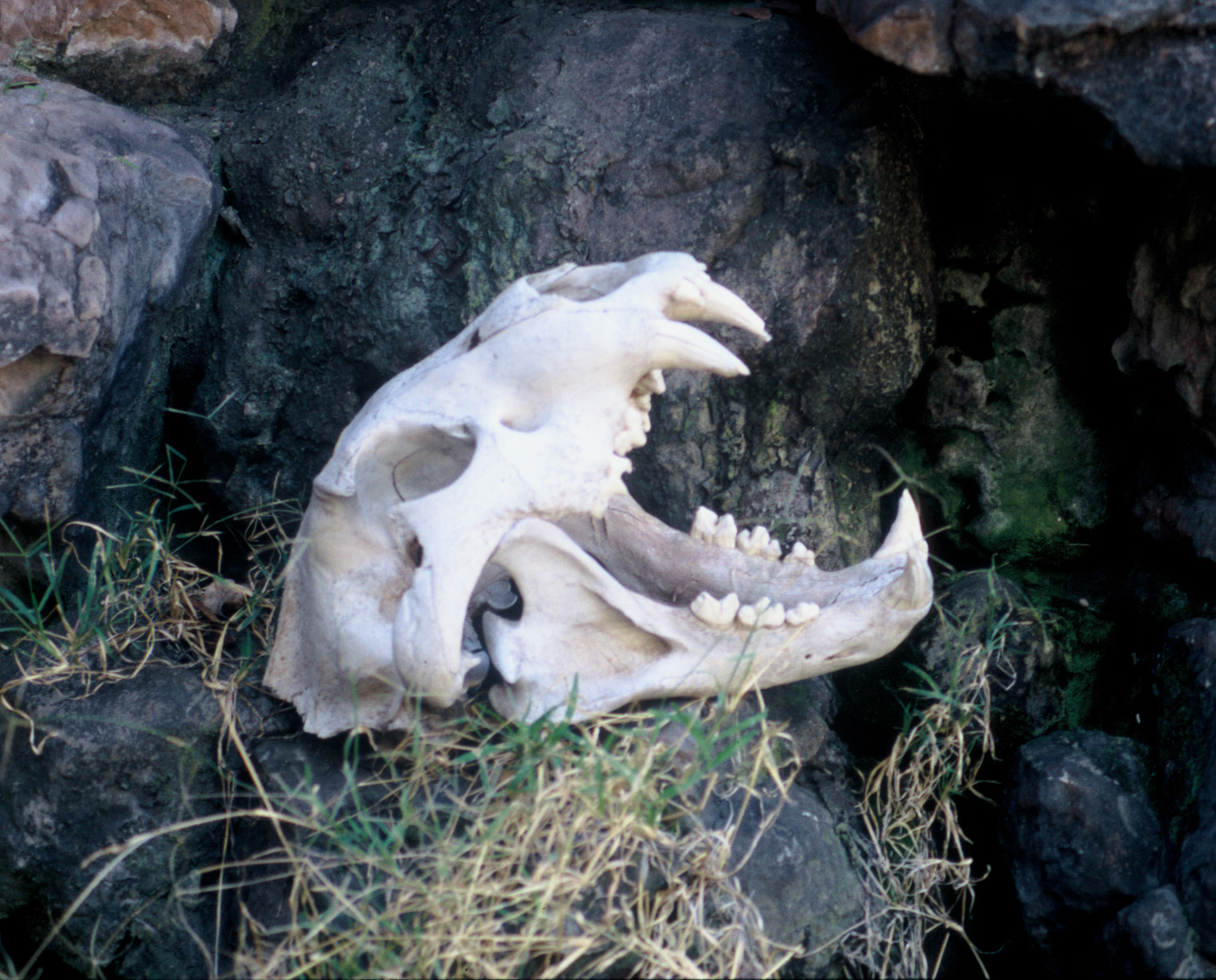
Crani d'un lleó modern al Parc Nacional Kruger

El fòssil més antic conegut semblant a un lleó prové de Laetoli (Tanzània) i podria tenir una antiguitat de 3,5 milions d'anys; alguns científics han identificat el material com a pertanyent a Panthera leo. Aquests informes no estan ben substanciats i tot el que se'n pot dir és que pertanyen a un fèlid similar a Panthera. Els informes més antics confirmats de Panthera leo a Àfrica són uns dos milions d'anys més recents.
Els parents més propers del lleó són les altres espècies de Panthera: el tigre, el jaguar i el lleopard. Estudis morfològics i genètics revelen que el tigre fou la primera a divergir d'aquestes espècies recents. Fa uns 1,9 milions d'anys, el jaguar se separà del grup restant, que contenia els avantpassats dels lleopards i els lleons. Posteriorment, el lleó i el lleopard se separaren fa entre 1,25 i 1 milions d'anys.
Panthera leo evolucionà a Àfrica fa entre 1 milió d'anys i 800.000 anys, abans d'escampar-se arreu de la regió holàrtica. El lleó de les cavernes (Panthera leo spelaea) aparegué fa uns 300.000 anys. Durant el Plistocè superior, el lleó s'estengué a Nord i Sud-amèrica i es desenvolupà en Panthera leo atrox, el lleó americà. Els lleons s'extingiren al nord d'Euràsia i Amèrica a l'acabament de l'última glaciació, fa uns 10.000 anys; podrien haver estat víctimes de l'extinció de la megafauna del Plistocè.

## Taxonomia
El lleó fou una de les moltes espècies descrites originalment com a Felis leo per Carl von Linné en la seva obra del segle xviii Systema Naturae. Sovint se suposa que el component genèric del seu nom científic, Panthera leo, deriva del grec pan- (‘tot’) i ther (‘bèstia’), però això podria ser una etimologia popular. Tot i que arribà al català a través de les llengües clàssiques, panthera és probablement d'origen asiàtic oriental, amb el significat d'‘animal groguenc’ o ‘animal groc blanquinós’.

### Subespècies

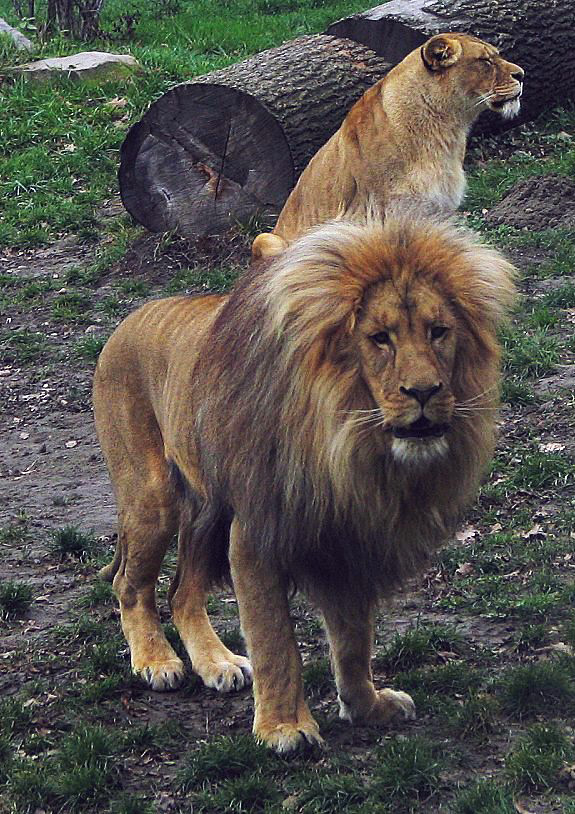
Lleó de Katanga (P. l. bleyenberghi)

Tradicionalment s'han reconegut dotze subespècies modernes de lleó, la més gran de les quals ha estat reconeguda com el lleó de l'Atles. Les diferències principals entre aquestes espècies són la situació geogràfica, l'aparença de la crinera, la mida i la distribució. Com que aquestes característiques són insignificants i presenten una gran variabilitat individual, la majoria d'aquestes formes són discutibles i probablement invàlides; a més, sovint les distincions es basaven en material zoològic d'origen desconegut que podria haver tingut característiques morfològiques «sorprenents, però anormals». Actualment és habitual que només se'n reconeguin vuit subespècies, però una d'elles (el lleó del Cap, antigament descrit com a Panthera leo melanochaita) és probablement invàlida.
Fins i tot les set subespècies restants podrien ser massa; la variació mitocondrial entre els lleons africans recents és escassa, cosa que suggereix que tots els lleons subsaharians podrien ser considerats una única subespècie, possiblement dividida en dos grups principals: un a l'oest de la Gran Vall del Rift i l'altre a l'est. Els lleons de Tsavo, a l'est de Kenya, són molt més propers genèticament als lleons del Transvaal (Sud-àfrica) que als de les muntanyes Aberdare de l'est de Kenya.

#### Recents
Actualment es reconeixen vuit subespècies recents:
- P. l. persica, conegut com a lleó asiàtic o lleó sud-asiàtic, persa o indi, s'estenia antigament des de Turquia, passant el Pròxim Orient, fins al Pakistan, l'Índia i fins i tot Bangladesh. El fet que viuen en grans grups i que són animals diürns fan dels lleons asiàtics un objectiu més fàcil pels caçadors furtius que els tigres o lleopards; actualment en queden uns 300 a l'interior i a prop del Bosc de Gir, a l'Índia.[102]
- P. l. leo, conegut com a lleó de l'Atles o lleó de Barbaria, està extingit en estat salvatge a causa d'una caça excessiva, tot i que encara en podrien quedar exemplars en captivitat. Fou una de les subespècies de lleó més grans, amb una llargada d'aproximadament 3-3,5 metres i un pes de més de 150 quilograms. S'estenia del Marroc fins a Egipte. L'últim exemplar fou mort al Marroc el 1922.[8]
- P. l. senegalensis, conegut com a lleó d'Àfrica occidental, viu a l'oest d'Àfrica, del Senegal a Nigèria.
- P. l. azandica, conegut com a lleó del Congo nord-occidental, viu a les parts nord-orientals del Congo.
- P. l. nubica, conegut com a lleó Massai, viu a l'est d'Àfrica, des d'Etiòpia i Kenya fins a Tanzània i Moçambic.
- P. l. bleyenberghi, conegut com a lleó de Katanga. Viu al sud-oest d'Àfrica, Namíbia, Botswana, Angola, Katanga (Zaire), Zàmbia i Zimbàbue.
- P. l. krugeri, conegut com a lleó del Transvaal, viu a la regió del Transvaal del sud-est d'Àfrica, incloent-hi el Parc Nacional Kruger.
- P. l. melanochaita, conegut com a lleó del Cap, s'extingí en estat salvatge als voltants del 1860. Els resultats d'investigacions de l'ADN mitocondrial no donen suport a l'estatus d'aquest lleó com a subespècie distinta. Sembla probable que el lleó del Cap només fos la població més meridional del lleó sud-àfrica vivent avui en dia.[16]

#### Prehistòriques
En temps prehistòrics existiren diverses subespècies més de lleó:
- P. l. atrox, conegut com a lleó americà, fou abundant a les Amèriques, des d'Alaska fins al Perú, durant tot el Plistocè fins fa uns 10.000 anys. Aquesta forma, igual que el lleó de les cavernes, són considerats a vegades espècies diferents, però estudis filogenètics recents suggereixen que en realitat són subespècies del lleó (Panthera leo).[95] És una de les subespècies de lleó més grosses que han existit mai. Es calcula que la seva llargada corporal era d'1,6-2,5 metres.[103]
- P. l. fossilis, prosperà fa uns 500.000 anys; se n'han recuperat fòssils d'Alemanya i Itàlia.

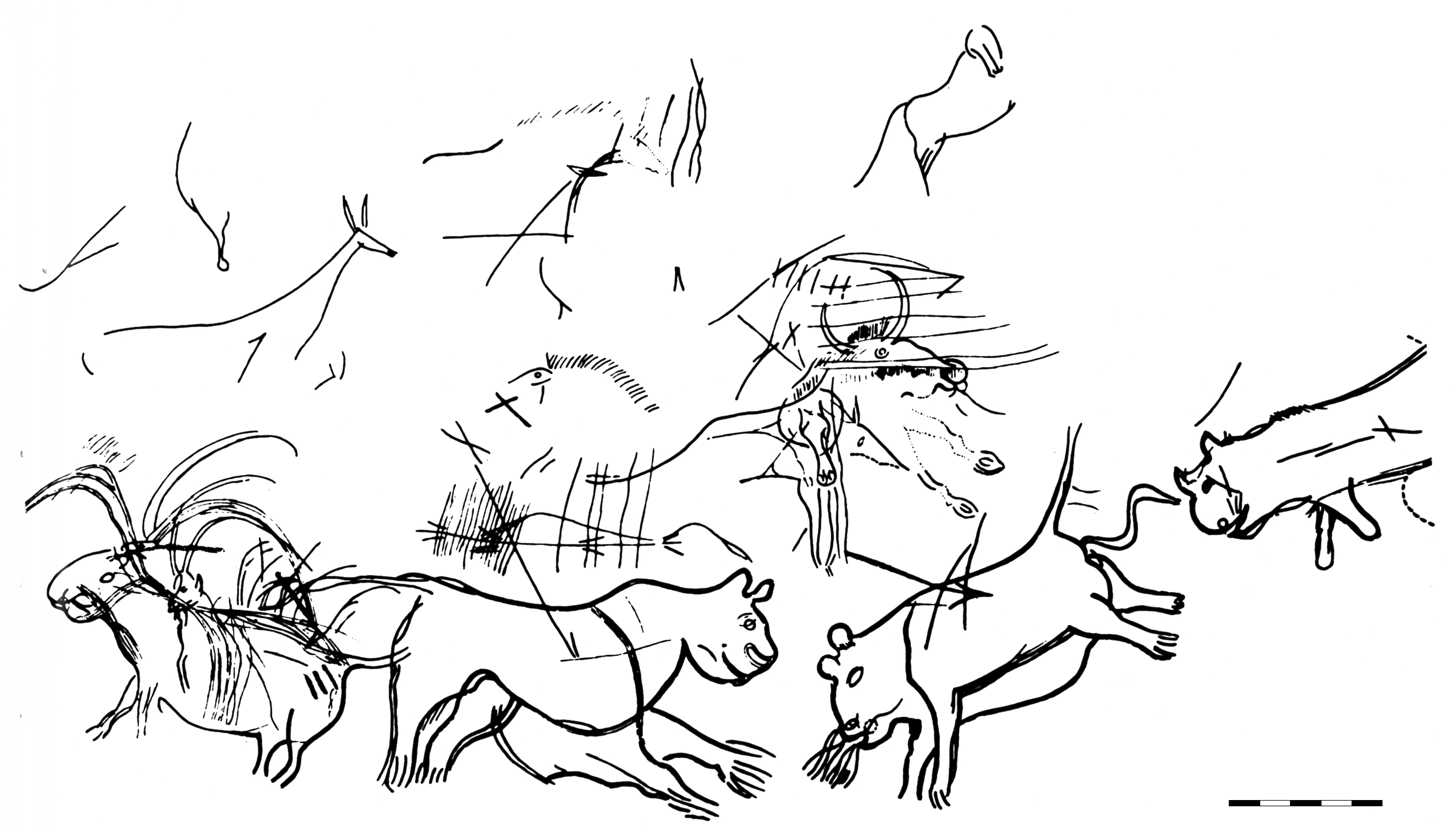
Lleó de les cavernes a la Cambra dels Felins de les coves de Lascaux.

- P. l. spelaea, conegut com a lleó de les cavernes, visqué a Euràsia entre fa 300.000 i 10.000 anys.[95] Aquesta espècie és coneguda per les pintures rupestres (com la que es veu a la dreta), escultures de vori i busts d'argila del Paleolític,[104] que indiquen que tenia unes orelles prominents, una cua peluda, possiblement unes lleugeres ratlles semblants a les dels tigres i que almenys alguns mascles tenien un «collar» o crinera primitiva al voltant del coll.[20] Com que aquest exemple il·lustra una escena de caça, és probable que representi femelles caçant pel grup utilitzant la mateixa estratègia que les seves parentes contemporànies i que els mascles no formin part del tema.
- P. l. vereshchagini, conegut com a lleó de les cavernes de Beríngia, s'estenia per Yakutia (Rússia), Alaska (EUA) i el Territori del Yukon (Canadà). Anàlisis dels cranis i mandíbules d'aquest lleó demostren que és una subespècie distinta —més gros que el lleó de les cavernes europeu i més petit que el lleó de les cavernes americà, amb proporcions cranials diferents.[95][105]

#### Dubtoses
- P. l. sinhaleyus, conegut com a lleó de Sri Lanka, sembla haver-se extingit fa aproximadament 39.000 anys. Només se'l coneix a partir de dues dents trobades en dipòsits de Kuruwit. Basant-se en aquestes dents, P. Deraniyagala definí aquesta subespècie el 1939.[106]
- P. l. europaea, conegut com a lleó europeu, era probablement idèntic a Panthera leo persica o Panthera leo spelea; el seu estatus no està confirmat. S'extingí als voltants de l'any 100 aC a causa de la persecució i la sobreexplotació. Vivia als Balcans, la península Itàlica, el sud de França i la península Ibèrica. Era un objecte de caça molt popular entre els romans, grecs i macedonis.
- P. l. youngi o Panthera youngi, visqué fa 350.000 anys.[107] La seva relació amb les subespècies vivents de lleó és obscura, i probablement pertany a una espècie diferent.
- P. l. maculatus, conegut com a marozi, a vegades es considera una subespècie distinta, però podria tractar-se d'un lleó adult que ha conservat la seva coloració tacada de jove. Tant si fou realment una subespècie i com un nombre reduït d'exemplars amb una coloració anormal, porta extinta des del 1931. Una identitat encara menys probable és que sigui un híbrid natural lleopard/lleó, conegut habitualment com a lleopó.[108]

## Híbrids
Es coneixen casos en què lleons s'han aparellat amb tigres (habitualment les subespècies siberiana i bengala), creant híbrids anomenats lleons tigre i tigres lleó. També s'han creuat amb lleopards per produir lleopards lleó, i jaguars per produir jaguars lleó. El marozi és suposadament un lleó tacat o un lleopard lleó en estat natural, mentre que el lleó tacat del Congo és un complex híbrid de lleó/jaguar/lleopard. Antigament se solia criar aquests híbrids en parcs zoològics, però actualment aquesta pràctica no és encoratjada, car es posa l'èmfasi sobre la conservació d'espècies i subespècies. A la Xina encara es crien híbrids en col·leccions privades d'animals i zoològics.
El lleó tigre és un encreuament entre un lleó i una tigressa. Com que el gen inhibidor del creixement de la tigressa corresponent a un gen promotor del creixement del lleó està absent, els lleons tigre creixen molt més que els seus pares. Presenten característiques físiques i de comportament d'ambdues espècies (taques i ratlles sobre un fons sorrenc). Els lleons tigre mascles són estèrils, però les femelles solen ser fèrtils. Els mascles tenen aproximadament un 50% de possibilitats de tenir una crinera, però si en tenen, és petita; fa aproximadament la meitat de la crinera d'un lleó pur. Els lleons tigre solen fer entre 3 i 3,7 metres de llarg i poden pesar entre 360 i 450 quilograms o més. El tigre lleó és un encreuament menys habitual entre una lleona i un tigre.

## Distribució i hàbitat
A Àfrica, els lleons viuen en herbassars de sabana amb acàcies disperses que els proporcionen ombra; el seu hàbitat a l'Índia és una mescla de bosc de sabana sec i bosc de matolls caducifolis molt sec. En temps relativament recents, l'hàbitat dels lleons s'estenia a les parts meridionals d'Euràsia, des de Grècia fins a l'Índia i gran part d'Àfrica (excepte a la zona central de jungla i el desert del Sàhara. Heròdot escrigué que els lleons eren comuns a Grècia a voltants del 480 aC, com ho demostra que atacaren els camells d'equipatge del rei persa Xerxes durant la seva marxa pel país. Aristòtil els considerava rars al 300 aC i el 100 dC ja havien estat exterminats. Una població de lleó asiàtic sobrevisqué fins al segle x al Caucas, el seu últim bastió europeu.
A l'edat mitjana, l'espècie ja havia estat erradicada de Palestina i després de gairebé tota la resta d'Àsia amb l'arribada d'armes de foc fàcils d'aconseguir al segle xviii. Al pas del segle xix al xx s'extingí a l'Àfrica del Nord i el Pròxim Orient. A final del segle xx ja havia desaparegut de Turquia i gran part del nord de l'Índia, mentre que l'última observació d'un lleó asiàtic viu a l'Iran fou el 1941 (entre Siraz i Jahrom, província de Fars), tot i que el 1944 es trobà el cadàver d'una lleona a la riba del riu Karun (Khuzestan). Des d'aleshores, no hi ha hagut informes fiables de l'Iran. Actualment, la subespècie ja només sobreviu a dins i als voltants del Bosc de Gir, al nord-oest de l'Índia. Aproximadament uns 300 lleons viuen en un santuari de 1.412 km² a l'estat de Gujarat, que cobreix gran part del bosc. Les poblacions estan augmentant a poc a poc.
Fins a la darreria del Plistocè (fa uns 10.000 anys), el lleó fou el mamífer terrestre més estès a part dels humans. Els lleons vivien a gran part d'Àfrica, la majoria d'Euràsia des de l'oest d'Europa fins a l'Índia i el pont terrestre de Bering i a les Amèriques del Yukon al Perú. Parts d'aquest àmbit de distribució estaven ocupades per subespècies actualment extintes.

## Poblacions i estat de conservació

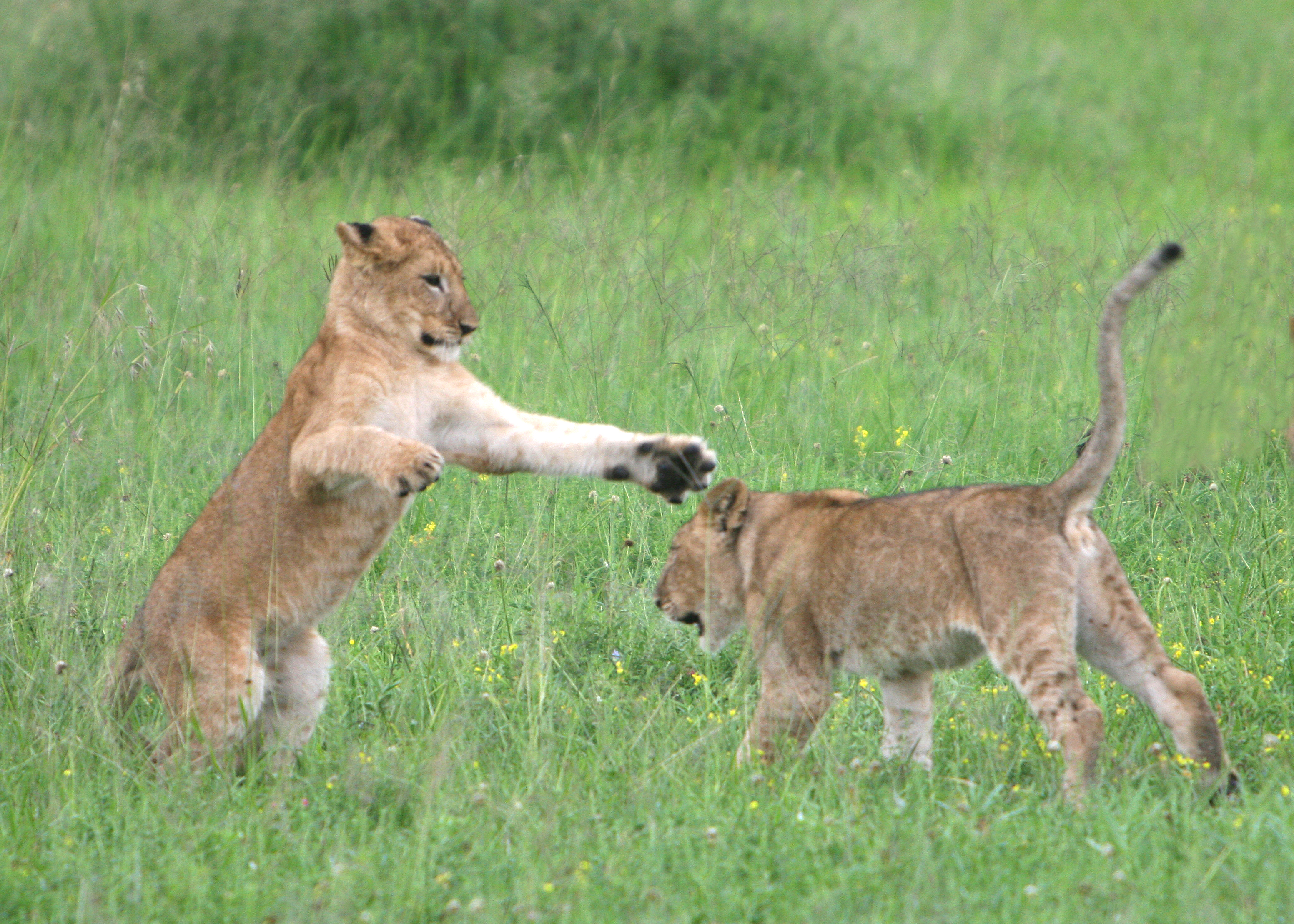
Cadells de lleó jugant al Serengeti

La majoria de lleons viuen actualment a l'est i el sud d'Àfrica i les seves poblacions s'estan reduint ràpidament, amb un declivi estimat del 30-50% al llarg de les dues últimes dècades. Actualment, les estimacions de la població de lleons africans varien entre 16.500 i 47.000 individus salvatges el 2002-2004, una xifra inferior a les estimacions de principis de la dècada del 1990, (100.000 individus) i molt inferior a les del 1950 (potser 400.000). Les causes del declivi no estan ben compreses i poden no ser reversibles. Actualment, la pèrdua d'hàbitat i els conflictes amb els humans són considerats les amenaces més greus per a l'espècie. Les poblacions restants sovint estan aïllades geogràficament l'una de l'altra, cosa que pot provocar consanguinitat i, per consegüent, una manca de diversitat genètica. Per tant, el lleó és considerat una espècie vulnerable per la Unió Internacional per a la Conservació de la Natura, mentre que la subespècie asiàtica està en perill crític. La població de lleons de la regió de l'Àfrica occidental està aïllada de les poblacions de l'Àfrica central, amb poc o cap intercanvi d'individus reproductors. Dos estudis diferents estimen el nombre d'exemplars madurs a l'Àfrica occidental en 850-1.160 (2002-2004). No hi ha consens sobre la mida de la població individual més gran de l'Àfrica occidental: les estimacions varien de 100 a 400 lleons a l'ecosistema d'Arly-Singou de Burkina Faso.

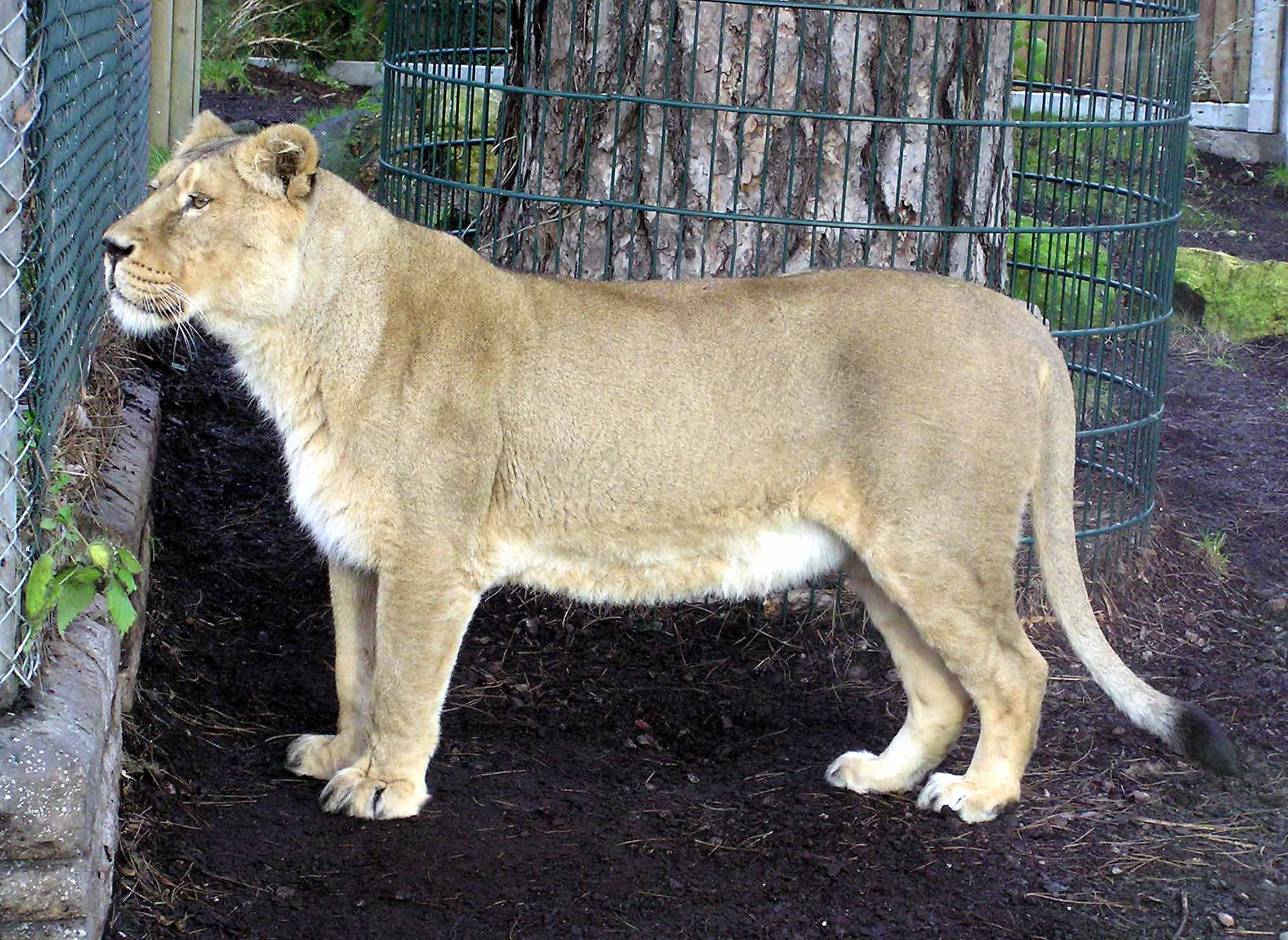
Una lleona asiàtica anomenada Moti, nascuda en captivitat al Zoo de Hèlsinki l'octubre del 1994; arribà al Zoo de Bristol (Anglaterra) el gener del 1996.

La conservació dels lleons, tant africans com asiàtics, ha exigit la creació i el manteniment de parcs nacionals i de reserves d'animals; entre els més coneguts hi ha el Parc Nacional d'Etosha de Namíbia, el Parc Nacional del Serengeti a Tanzània i el Parc Nacional Kruger a l'est de Sud-àfrica. En altres zones, els problemes causats per la interacció dels lleons amb el bestiar i els humans sol acabar amb l'eliminació dels carnívors. A l'Índia, l'últim refugi del lleó asiàtic són els 1.412 km² del Parc Nacional del Bosc de Gir, que l'abril del 2006 tenia uns 359 lleons. Com a Àfrica, hi ha a prop moltes poblacions humanes, amb els problemes conseqüents entre lleons, bestiar, habitants i treballadors de la natura. El Projecte de Reintroducció del Lleó Asiàtic aspira a establir una segona població independent de lleons asiàtics al Santuari de Fauna de Kuno, a l'estat indi de Madhya Pradesh. És important establir una segona població que serveixi de patrimoni gènic per als últims lleons asiàtics supervivents i per ajudar a desenvolupar i mantenir la diversitat genètica necessària per a la supervivència de l'espècie.
L'antiga popularitat del lleó de l'Atles com a animal de zoològic significa que alguns lleons en captivitat descendeixen probablement d'animals d'aquesta subespècie. Això inclou dotze lleons del Zoològic de Port Lympne, a Kent (Anglaterra), que descendeixen d'animals que eren propietat del Rei del Marroc. Onze exemplars més considerats lleons de l'Atles foren trobats al zoo d'Addis Abeba, els descendents d'animals que eren propietat de l'Emperador Haile Selassie. WildLink International, en col·laboració amb la Universitat d'Oxford, llançaren el seu ambiciós International Barbary Lion Project amb l'objectiu d'identificar i criar lleons de l'Atles en captivitat per finalment reintroduir-los a un parc nacional de la serralada de l'Atles al Marroc.
Després del descobriment del declivi de les poblacions de lleons a Àfrica, s'han organitzat diversos esforços coordinats de conservació dels lleons en un intent d'aturar aquest declivi. Els lleons són una de les espècies incloses al Species Survival Plan, un intent coordinat per l'Association of Zoos and Aquariums d'incrementar les seves probabilitats de supervivència. El pla fou implementat originalment el 1982 per al lleó asiàtic, però s'hi posà fi quan es descobrí que la majoria de lleons asiàtics dels zoos nord-americans no eren genèticament purs, havent-se hibridat amb lleons africans. El pla pels lleons africans començà el 1993, concentrant-se especialment en la subespècie sud-africana, tot i que hi ha dificultats a l'hora de valorar la diversitat genètica dels lleons en captivitat, car la majoria d'exemplars són d'origen desconegut, la qual cosa fa que sigui problemàtic mantenir la diversitat genètica.

### Antropòfags
Tot i que els lleons no solen caçar gent, alguns (habitualment mascles) semblen buscar preses humanes; casos ben coneguts inclouen els devoradors d'homes de Tsavo, en què 28 treballadors del ferrocarril que construïen el ferrocarril Kenya-Uganda foren morts per lleons al llarg de nou mesos, durant la construcció d'un pont sobre el riu Tsavo a Kenya el 1898; o el devorador d'homes de Mfuwe, que el 1991 matà sis persones a la vall del riu Laungwa a Zàmbia. En ambdós casos, els caçadors que mataren els lleons escrigueren llibres relatant el comportament depredador dels animals. Els incidents de Mfuwe i Tsavo presenten semblances; els lleons eren més grans del normal, no tenien crinera i semblaven patir càries. La teoria de la malaltia, incloent-hi la càries, no és acceptada per tots els investigadors; una anàlisi de les dents i les mandíbules de lleons antropòfags conservades en col·leccions de museus suggereix que, mentre que els problemes dentals poden explicar alguns incidents, la reducció de les preses en àrees dominades pels humans és una causa més versemblant de la depredació d'humans per part dels lleons. A la seva anàlisi del cas de Tsavo i dels lleons antropòfags en general, Kerbis Peterhans i Gnoske reconeixen que els lleons malalts o ferits poden ser més propensos a atacar humans, però que el comportament no és «ni particularment ni necessàriament aberrant» quan en tenen l'oportunitat. Si existeixen al·licients com ara accés a bestiar o a cadàvers humans, els lleons s'alimentaran regularment d'éssers humans. Els autors remarquen que la relació està ben determinada entre altres panterins i primats al registre paleontològic.
La tendència del lleó a menjar humans ha estat estudiada sistemàticament. Científics estatunidencs informen que el comportament antropòfag a les àrees rurals de Tanzània augmentà molt entre el 1990 i el 2005. Almenys 563 vilatjans foren atacats i molts menjats, durant aquest període —un nombre que superava de llarg el dels cèlebres incidents de Tsavo un segle abans. Els incidents es produïren a prop del Parc Nacional de Selous, al districte de Rufiji i a la província de Lindi, a prop de la frontera amb Moçambic. Mentre que l'expansió dels vilatjans en zones de bush és una preocupació, els autors argumenten que la política de conservació ha de mitigar el perill car, en aquest cas, la conservació contribueix directament a morts humanes. S'han documentat casos a Lindi en què lleons han atrapat humans al centre de pobles de certa grandària.
A la seva obra The Man-eaters of Eden, l'autor Robert R. Frump escrigué que els refugiats moçambiquesos que creuen el Parc Nacional Kruger de Sud-àfrica de nit són atacats i menjats pels lleons; els agents del parc han admès que l'antropofàgia hi és un problema. Frump creu que milers de persones podrien haver mort en les dècades que han passat des que l'apartheid tancà el parc i obligà els refugiats a travessar-lo de nit. Durant gairebé un segle, abans que la frontera fos tancada, els moçambiquesos havien travessat regularment el parc durant el dia sense gaires problemes.
Packer estima que més de 200 tanzans són morts cada any per lleons, cocodrils, elefants, hipopòtams i serps i que les xifres podrien ser el doble. Es creu que els lleons en maten com a mínim 70. Packer i Ikanda són alguns dels pocs ecologistes que creuen que els esforços de conservació occidentals han de tenir en compte aquests problemes, no només per la preocupació ètica per la vida humana, sinó també per l'èxit a llarg termini dels esforços de conservació i de preservació dels lleons.
Un lleó antropòfag fou mort per guardians d'animals al sud de Tanzània a l'abril del 2004. Es creu que havia mort i s'havia menjat almenys 35 persones en una sèrie d'incidents a diversos poblets de la regió costanera del delta del Rufiji. El doctor Rolf D. Baldus, coordinador del programa de fauna de GTZ, comentà que és probable que l'animal ataqués humans perquè tenia un gran abscés sota una dent molar que estava trencada per diversos llocs. Afegí que «aquest lleó probablement tenia molt de dolor, especialment quan mastegava». GTZ és l'agència de cooperació del desenvolupament alemanya i ha estat treballant amb el govern tanzà en la conservació de la fauna des de fa gairebé dues dècades. Com en altres casos, es tractava d'un lleó gran, sense crinera, que tenia un problema dental.
Generalment no es considera que el rècord africà de lleons antropòfags sigui Tsavo, sinó els incidents menys coneguts d'entre final de la dècada del 1930 i final de la del 1940, on aleshores era el Territori de Tanganyika (actualment Tanzània). George Rushby, guardià d'animals i caçador professional, acabà eliminant l'esbart, que es creu que al llarg de tres generacions va matar i menjar-se 1.500-2.000 persones en el que ara és el districte de Njombe.

### En captivitat
Àmpliament vistos en captivitat, els lleons formen part d'un grup d'animals exòtics que formen el nucli de les exposicions al zoo des de la fi del segle xviii; els membres d'aquest grup són sempre vertebrats grans i inclouen elefants, rinoceronts, hipopòtams, primats grans i altres grans fèlids; els zoos intentaven reunir tantes espècies d'aquestes com fos possible. Tot i que molts zoos actuals són més selectius amb les seves exposicions, hi ha més de mil lleons africans i cent lleons asiàtics en zoos i parcs d'animals d'arreu del món. Són considerats una espècie ambaixadora i són mantinguts amb fins turístics, educatius i de conservació. Els lleons poden superar l'edat de 20 anys en captivitat; Apollo, un lleó del Zoo de Honolulu a (Hawaii), morí a l'agost del 2007 a l'edat de 22 anys. Les seves dues germanes, nascudes el 1986, encara viuen. Els programes de cria de lleons basats en zoos solen tenir en compte la separació de les diverses subespècies i intenten mitigar la consanguinitat que pot produir-se quan els animals són separats per subespècie.

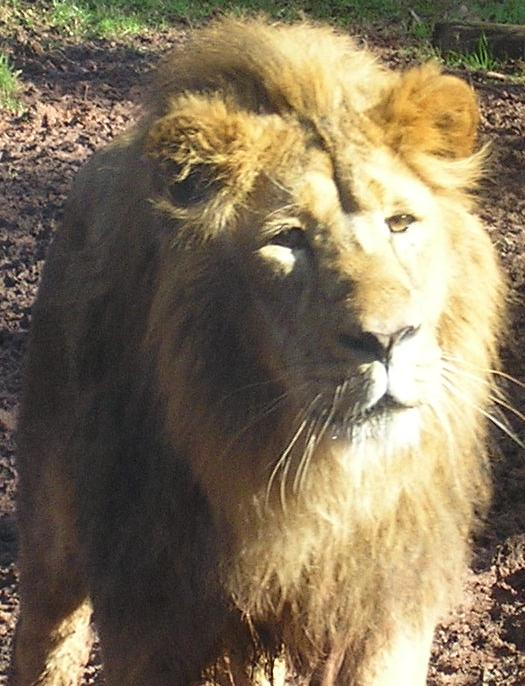
Un lleó al Zoo de Paignton

Els reis assiris ja mantenien i criaven lleons al 850 aC, i es diu que Alexandre el Gran fou obsequiat amb lleons domesticats pels Mahli del nord de l'Índia. Més endavant, en temps romans, els lleons eren criats pels emperadors perquè participessin en combats amb gladiadors. Notables romans, incloent-hi Sul·la, Pompeu i Juli Cèsar, sovint ordenaven la matança en massa de centenars de lleons d'una vegada. A l'Orient, els prínceps indis domesticaren lleons i Marco Polo informà que Khublai Khan tenia lleons dins el palau. Els primers «zoos» europeus s'estengueren entre les famílies nobles i reials al segle xiii i fins al segle xvii eren denominats seragli; a partir d'aleshores, se'ls començà a anomenar ménageries, una extensió de la cambra de meravelles. Durant el Renaixement, s'estengueren de França i Itàlia a la resta d'Europa. A Anglaterra, tot i que la tradició de seragli estava menys desenvolupada, uns lleons vivien a la Torre de Londres en un seraglio establert per Joan I al segle xiii, probablement amb animals provinents d'una col·lecció anterior fundada el 1125 per Enric I al seu palau de Woodstock, a prop d'Oxford, on suposadament Guillem de Malmesbury guardava els animals.
Els seragli eren una expressió del poder i la riquesa de la noblesa. Animals com ara grans fèlids i elefants, en particular, simbolitzaven el poder i eren posats en combat els uns contra els altres o contra animals domesticats. Per extensió, les ménageries i seragli eren una demostració del domini de l'home sobre la natura. Per consegüent, la derrota d'aquests «senyors» naturals davant una vaca el 1862 astorà els espectadors i la fugida d'un elefant davant un rinoceront suscità burles. Aquests combats s'esvaïren a poc a poc al segle xvii amb l'expansió de les ménageries i la seva apropiació per part dels plebeus. La tradició de tenir grans fèlids com a animals de companyia durà fins al segle xvii, quan ja era considerat quelcom de molt excèntric.

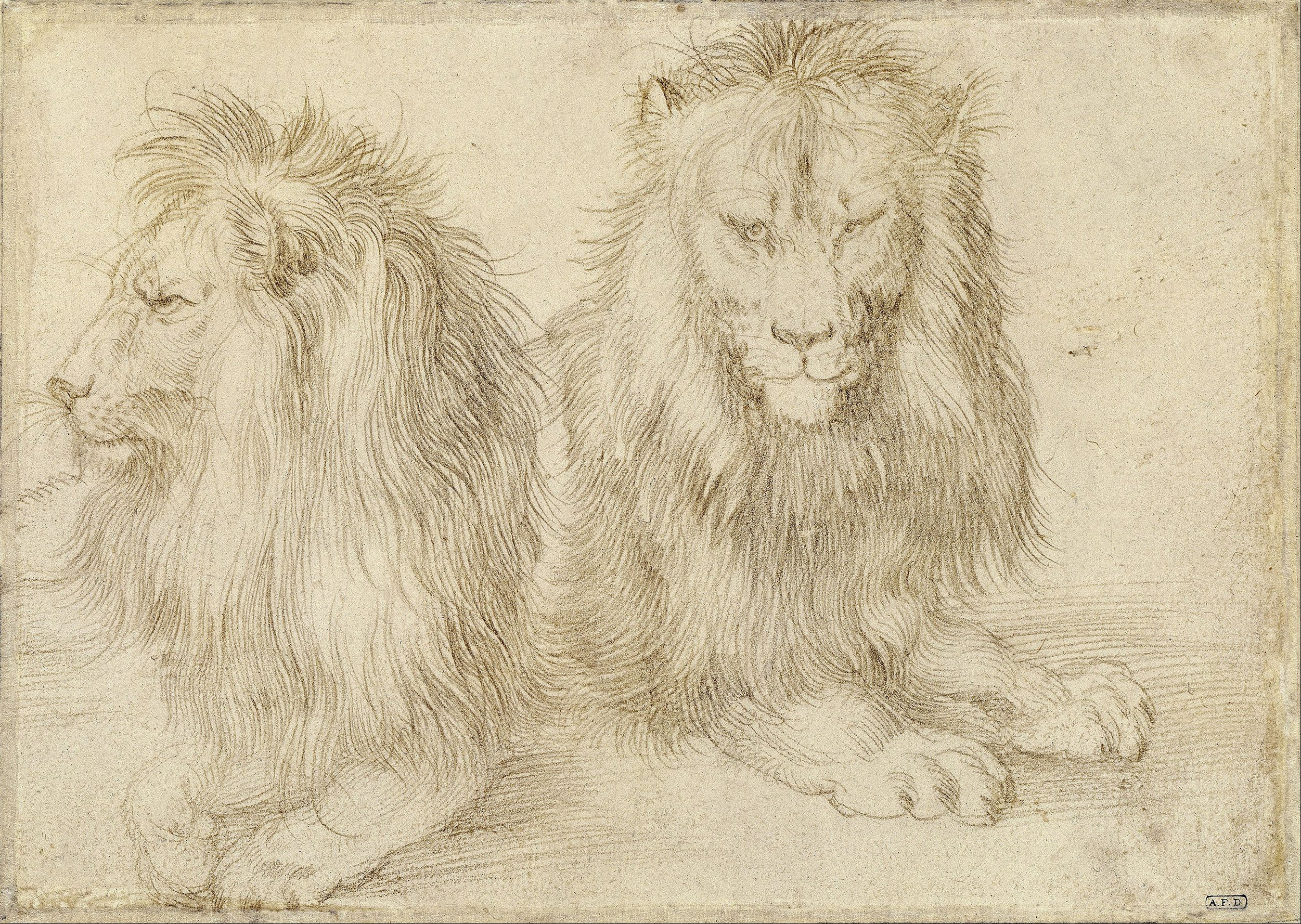
Esbós de lleons d'Albrecht Dürer (cap al 1520)

La presència de lleons a la Torre de Londres fou intermitent, havent-hi animals quan un monarca o la seva consort, com ara Margarida d'Anjou, l'esposa d'Enric VI, o bé buscaven animals o bé en rebien. Està documentat que els animals eren mantinguts en males condicions fins al segle xvii, en contrast amb les condicions més obertes de Florència a la mateixa època. Al segle xviii s'obrí la col·lecció al públic; el preu d'entrada era de mitjos-penics o bé l'oferiment d'un gat o gos per alimentar els lleons. Una col·lecció rival a l'Exeter Exchange també exhibí lleons fins a principis del segle xix. La col·lecció de la Torre fou clausurada per Guillem IV, i els animals foren transferits al Zoo de Londres, que obrí les portes al públic el 27 d'abril del 1828.
| «                            | Les espècies d'animals desapareixen quan ja no poden orbitar pacíficament el centre de gravetat que és l'home. | » |
| — Pierre-Amédée Pichot, 1891 | |   |

El comerç d'animals salvatges prosperà juntament amb el comerç colonial millorat del segle xix. Els lleons eren considerats bastant comuns i barats. Tot i que es venien més cars que els tigres, eren més barats que animals més grans o més difícils de transportar, com les girafes o els hipopòtams i molt menys que els pandes. Com altres animals, els lleons eren considerats poc més que una matèria primera natural i il·limitada que era explotada sense pietat, amb terribles pèrdues durant la captura i el transport de les feres. L'àmpliament reproduïda imatge del caçador heroic perseguint lleons dominaria una gran part del segle. Els exploradors i caçadors s'aprofitaren d'una popular divisió maniquea dels animals en «bons» i «dolents» per afegir un toc de passió a les seves aventures i presentar-se a si mateixos com figures heroiques. Això feu que els grans fèlids, sempre sospitosos de ser antropòfags, passessin a representar «la por de la natura i la satisfacció d'haver-la superat alhora».

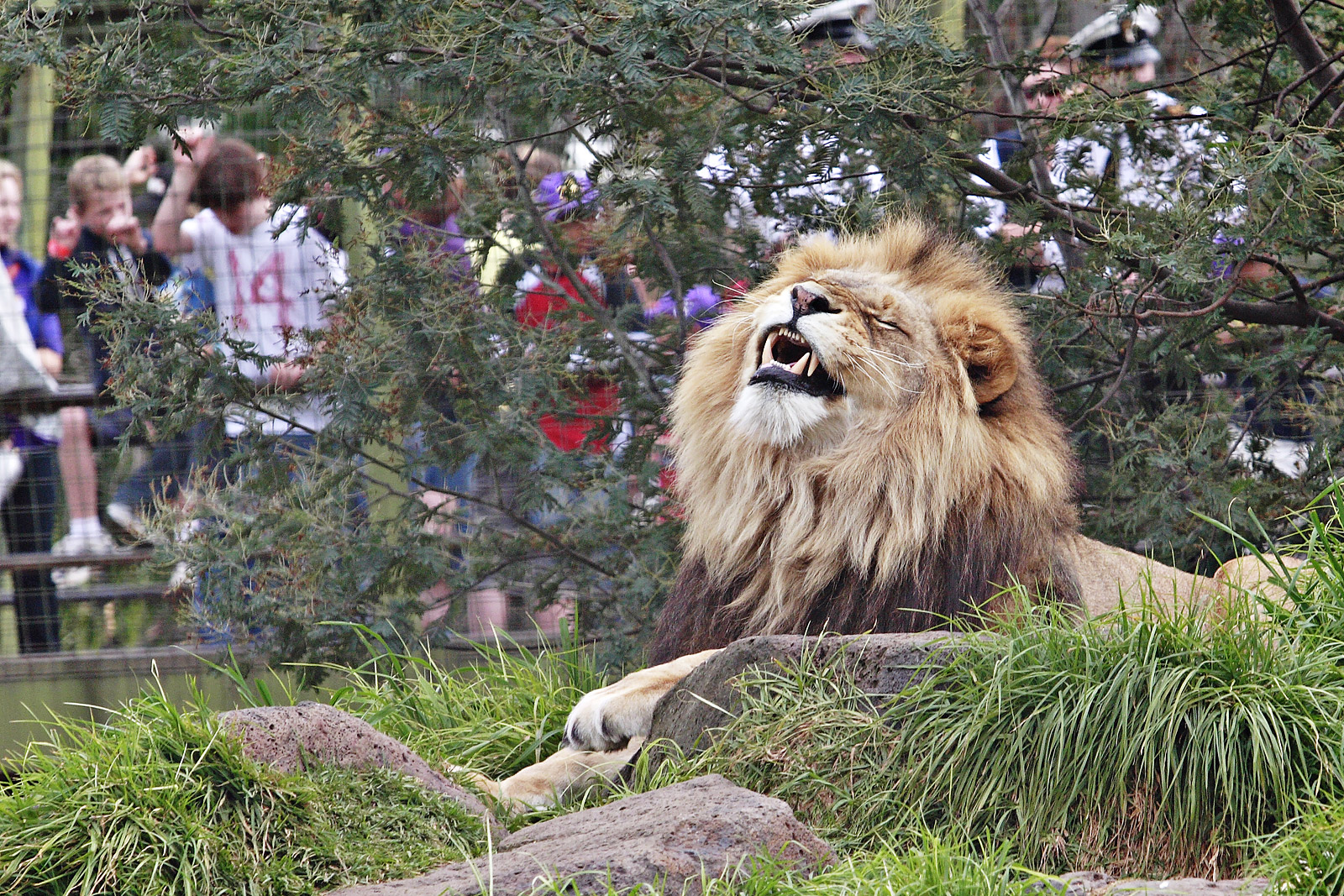
Un lleó del Zoo de Melbourne gaudeix d'una zona herbosa elevada amb l'ombra d'arbres.

Els lleons foren mantinguts en condicions estretes i sòrdides al Zoo de Londres fins que se'ls construí una nova llar amb gàbies més espaioses a la dècada del 1970. Es produïren altres canvis a principis del segle x, quan Carl Hagenbeck dissenyà recintes que s'assemblaven més a l'hàbitat natural, amb «roques» de formigó, més espais oberts i un fossat en lloc de barrots. A principis del segle xx, dissenyà recintes de lleons tant pel Zoo de Melbourne com pel Zoo de Taronga a Sydney, entre d'altres. Tot i que els seus dissenys eren populars, els antics recintes de gàbia i barrots prevalgueren fins a la dècada del 1960 en molts zoos. A les últimes dècades del segle xx, recintes més naturals i grans, juntament amb l'ús de malla metàl·lica o vidre laminat en lloc de caus rebaixats permeté als visitants acostar-se més que mai als animals i alguns zoos fins i tot situaren els caus en un punt més elevat que els visitants, com ara el Zoo de Barcelona. Actualment, els lleons viuen en àrees naturalistes molt més grans; les pautes modernes recomanades són més properes a les condicions naturals, amb una major atenció a les necessitats dels lleons, subratllant la necessitat de caus en zones separades, posicions elevades tant al sol com a l'ombra on puguin reposar, una coberta adequada del sòl, un bon drenatge i prou espai per passejar-se.
També hi ha hagut casos en què un lleó ha estat mantingut per un individu privat, com ara la lleona Elsa, que fou criada per George Adamson i la seva esposa Joy i desenvolupà un estret lligam amb ells, especialment amb la dona. Més endavant, la lleona esdevingué cèlebre i la seva vida fou documentada en una sèrie de llibres i pel·lícules.

### Lluites i doma

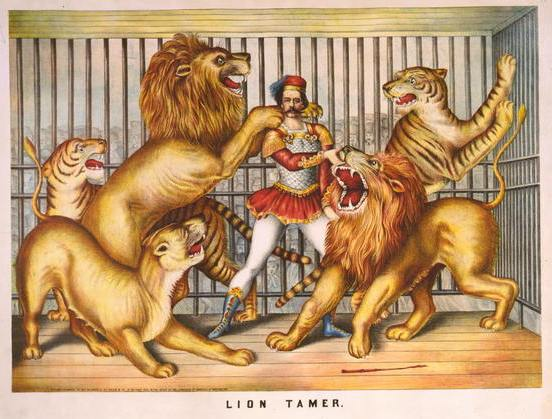
Aiguafort del d'un domador de lleons dins una gàbia

Els lleons han estat utilitzats en esports de sang, fent-los combatre contra altres animals, generalment gossos. Aquest costum perdurà des de temps antics fins al segle xvii. Fou finalment prohibit a Viena el 1800 i a Anglaterra el 1825.

La doma de lleons és la pràctica de domar lleons per entreteniment, o bé com a part d'un circ establert o bé com a actuació individual, com ara Siegfried & Roy. El terme també és utilitzat sovint per referir-se a la doma i l'exhibició d'altres gats grans com ara els tigres, els lleopards i els pumes. Els pioners d'aquesta pràctica a la primera meitat del segle xix foren el francès Henri Martin i l'estatunidenc Isaac Vam Amburgh, els quals feren grans gires i les tècniques dels quals foren copiades per una sèrie de seguidors. Van Amburgh actuà davant de la Reina Victòria del Regne Unit el 1838 quan estava de gira a Gran Bretanya. Martin compongué una pantomima titulada Les Lions de Mysore («Els lleons de Mysore»), una idea que Ambrugh copià poc després. Aquestes actuacions eclipsaven els actes d'equitació com a exhibició central dels circs, però entraren de debò a la consciència pública a principis del segle xx amb el cinema. Demostrant la superioritat de l'home sobre l'animal, la doma de lleons feia una funció similar als combats d'animals de segles anteriors. La cadira de domador de lleons, actualment icònica, fou utilitzada per primer cop possiblement per l'estatunidenc Clyde Beatty (1903-1965).

## Aspectes culturals

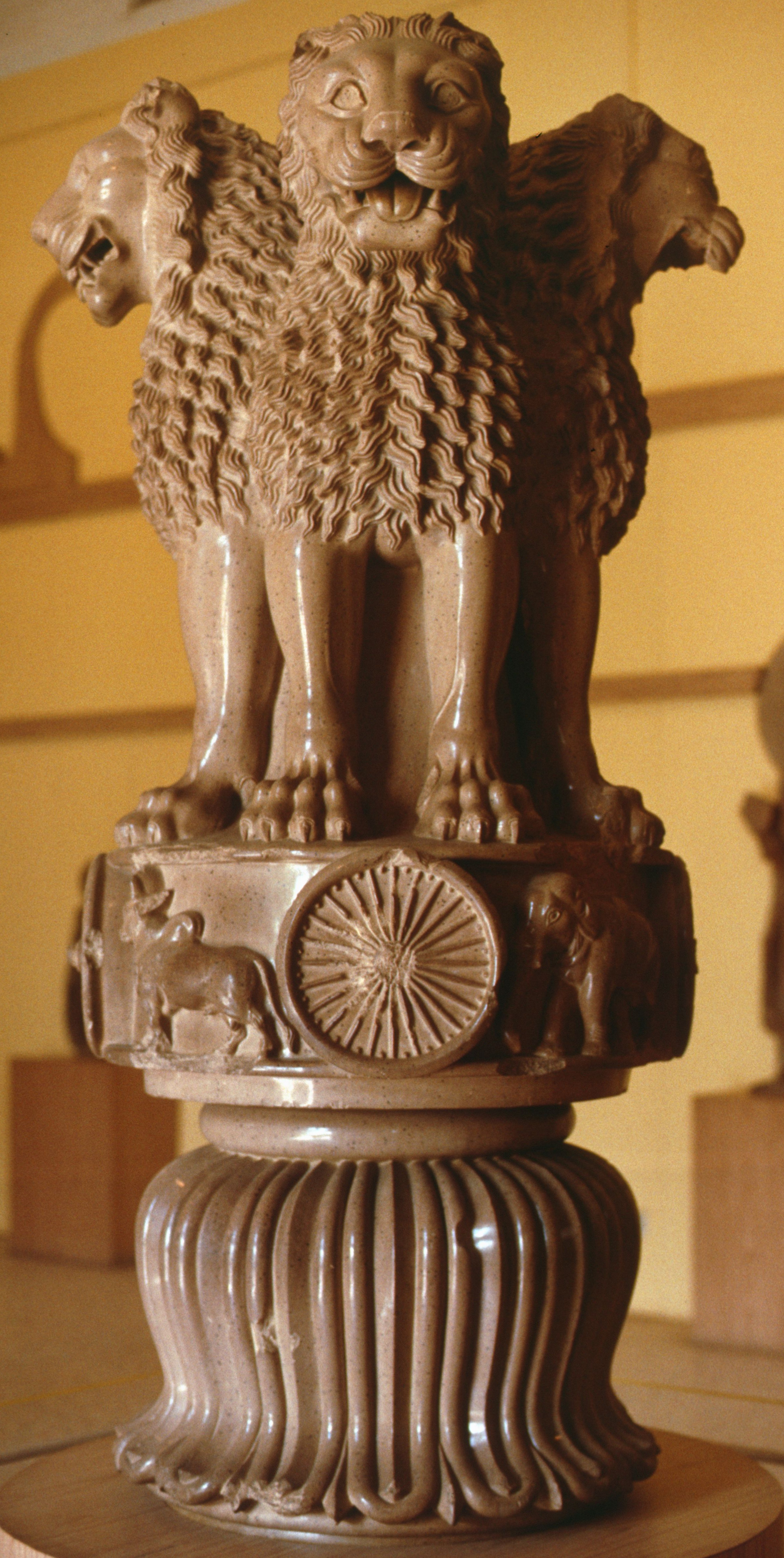
El Capitell de Lleons d'Asoka, erigit inicialment a voltants del 250 aC a dalt d'un pilar d'Ashoka a Sarnath, és l'emblema nacional de l'Índia.

El lleó ha estat una icona per la humanitat des de fa mil·lennis i ha estat present en cultures d'Europa, Àsia i Àfrica. Malgrat els atacs contra humans, els lleons han gaudit d'una visió positiva en la cultura, com a animals forts però nobles. Una imatge comuna és la seva representació com a «rei de la jungla» o «rei dels animals». Així apareix al Pantxatantra i a obres que s'hi inspiren com el Llibre de les bèsties de Llull. Per tant, el lleó és un símbol popular de la reialesa i la dignitat, així com símbol de coratge tal com ja apareix en diverses de les faules del rondallaire grec del segle vi aC Isop. A Europa aquest paper preeminent estava ocupat pels ossos, més comuns als boscos septentrionals, però fou desplaçat pel lleó gràcies a les associacions bíbliques.
Les representacions de lleons es remunten a fa 32.000 anys. La talla d'ivori amb cap de lleó de la cova de Vogelherd al Jura suabi, al sud-oest d'Alemanya, ha estat datada en aquesta època i pertany a la cultura aurinyaciana. Dos lleons foren representats aparellant-se a la Cambra dels Felins, en pintures rupestres paleolítiques de fa 15.000 anys a les coves de Lascaux. També hi ha representacions de lleons a la cova de Chauvet, que han estat datades a fa 32.000 anys, tot i que podria ser d'edat similar o més recent que la de Lascaux.
A l'antic Egipte es veneraven les lleones (caçadores ferotges) com a deïtats bèl·liques i entre elles, al panteó egipci es troben Bastet, Mafdet, Menhit, Pakhet, Sekhmet, Tefnut i l'esfinx. Al panteó egipci també hi ha fills d'aquestes dees, com ara Maahes i, venerat pels egipcis com a deïtat nubiana, Dedun. L'esfinx, un famós animal mitològic egipci, té part de lleó al seu cos.

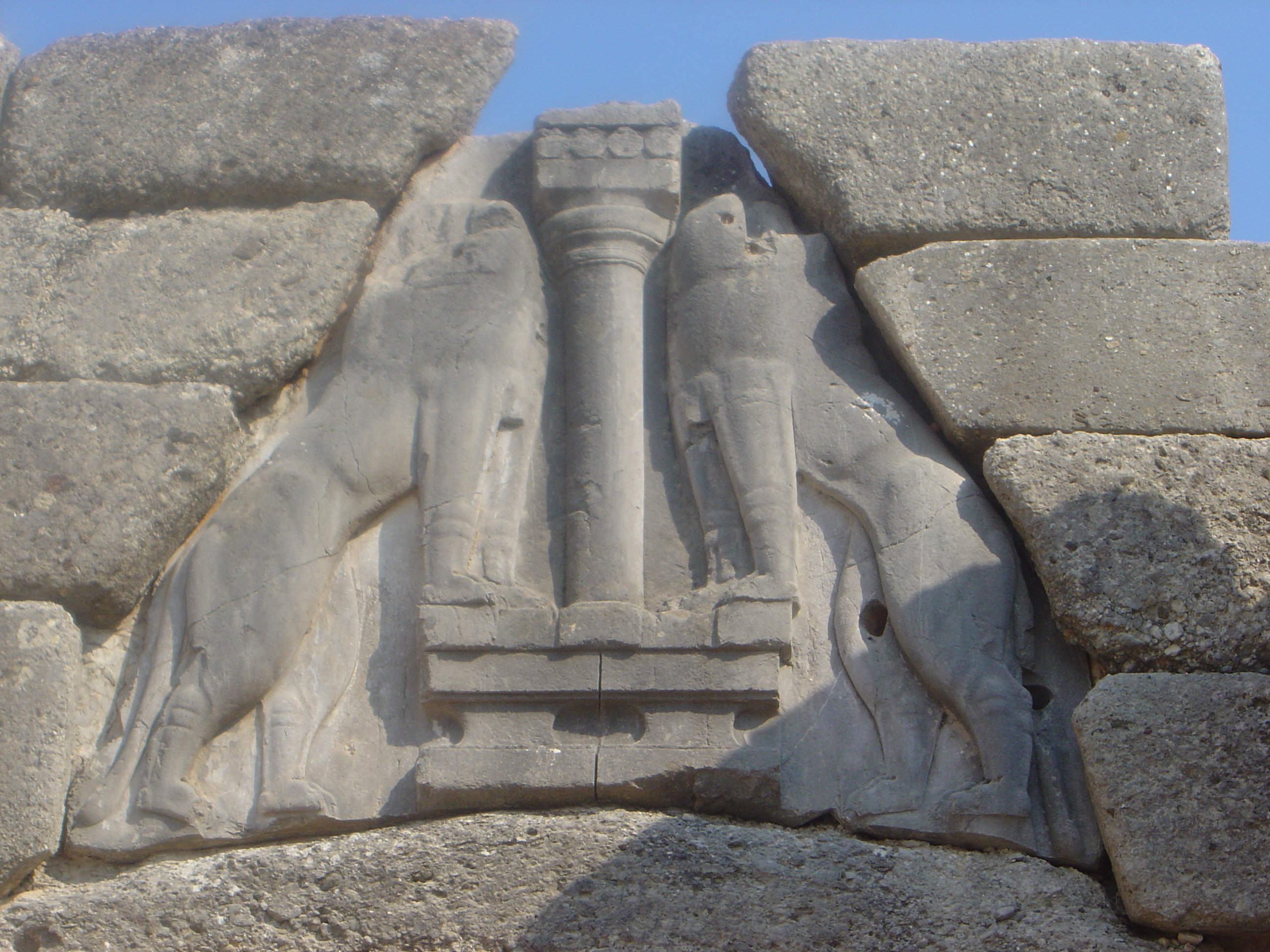
La Porta dels Lleons de Micenes (detall). Dues lleones flanquegen la columna central que representa una dea. Renovació d'aproximadament el 1300 aC d'una estructura existent que fou enderrocada per construir-hi la nova.

Una examen amb cura de les deïtats-lleó destacades de moltes cultures antigues revela que moltes d'elles també són lleones. L'admiració per les estratègies de caça cooperativa de les lleones era evident des de temps molt antics. La majoria de «portes dels lleons» representen lleones. El lleó de Nemea era simbòlic a l'antiga Grècia i l'antiga Roma: era representat en forma de la constel·lació i signe del zodíac del Lleó i descrit en la mitologia, en què la seva pell era portada per l'heroi Hèracles.

L'emblema de Jerusalem és un lleó rampant davant del Mur de les Lamentacions flanquejat per branques d'olivera.

El lleó és l'emblema bíblic de la tribu de Judà i més endavant el regne de Judà. És esmentat a la benedicció de Jacob al seu quart fill al penúltim capítol del Llibre del Gènesi: «Judà, fill meu, ets un cadell de lleó que tornes de la caça. Com un lleó t'ajeus i t'estires. Ets una lleona. Qui et farà aixecar?» (Gènesi 49:9). A l'estat modern d'Israel, el lleó continua sent el símbol de la capital, Jerusalem i apareix tant a la bandera com a l'escut de la ciutat.
L'evangelista Marc es representa sovint com a lleó, per la manera com descriu la resurrecció de Jesús, recollint un vell mite segons el qual un lleó podia insuflar aire a un mort i reviure'l. Per aquesta associació, a part de la reialesa esmentada, de vegades el lleó simbolitza el mateix Jesucrist.
El lleó fou un símbol prominent als períodes paleobabiloni i neobabiloni. El motiu clàssic del lleó de Babilònia, que pot ser una estàtua, un tallament o una pintura mural, és sovint anomenat «lleó caminant de Babilònia». Es diu que fou a Babilònia que el Daniel bíblic fou salvat d'un pou de lleons. Aquest simbolisme fou apropiat pel règim de Saddam Hussein a l'Iraq per batejar el seu tanc Lleó de Babilònia, amb tecnologia adaptada d'un model rus.
Als textos purànics de l'hinduisme, Narasimha («home-lleó»), una encarnació (avatar) mig-lleó mig-humà de Vixnu, és venerat pels seus devots i salvà el nen Prahlada del seu pare, el malvat rei dimoni Hiranyakashipu; Vixnu pren la forma d'un mig-humà, mig-lleó, com a Narasimha, amb un tors i la part baixa del cos d'home, però amb cap de lleó i urpes. Narasimha és venerat com a «Déu Lleó».
Singh és un antic nom indi vèdic que significa «lleó» i es remunta a fa més de 2.000 anys a l'antiga Índia. Originalment només el feien servir els rajputs, una casta militar de l'Índia. Després del naixement de la germandat de Khalsa el 1699, els sikhs també adoptaren el nom Singh seguint els desitjos del Guru Gobind Singh. Juntament amb milions de rajputs hindús, avui en dia el nom és utilitzat per més de vint milions de sikhs d'arreu del món.
Presents a nombroses banderes i escuts d'arreu d'Àsia i Europa, els lleons asiàtics també es troben a l'Emblema Nacional de l'Índia.
Més al sud del subcontinent indi, el lleó asiàtic és simbòlic per als cingalesos, la majoria ètnica de Sri Lanka; el terme deriva de l'indoari sinhala, que significa la «gent del lleó» o la «gent amb sang de lleó», mentre que un lleó portador d'una espasa és la figura central de la bandera de Sri Lanka.
El lleó asiàtic és un motiu comú a l'art xinès. Foren utilitzats per primer cop en art a la darreria del període de Primaveres i Tardors (segle vi aC o v aC) i esdevingueren molt més populars durant la dinastia Han (206 aC-220 dC), quan es començà a posar lleons guardians imperials davant dels palaus imperials perquè els protegissin. Com que els lleons mai no han estat nadius a la Xina, les primeres representacions eren una mica irrealistes; després de la introducció de l'art budista a la Xina durant la dinastia Tang (després del segle vi), els lleons eren habitualment representats sense ales, el seu cos esdevingué més gruixut i curt i la seva crinera esdevingué arrissada. La dansa del lleó és una forma de dansa tradicional a la cultura xinesa en què els ballarins imiten els moviments d'un lleó disfressats de tals, sovint amb acompanyament musical de platerets, tambors i gongs. Les danses es fan a l'any nou xinès, el festival de la Lluna i altres ocasions de celebració, perquè donin bona sort.
El país insular de Singapur (Singapura) deriva el seu nom dels mots malais singa (‘lleó’) i pura (‘ciutat’), que al seu torn provenen dels mots tàmil-sànscrits சிங்க singa i पुर புர pura, que és un cognat del grec πόλις, pólis. Segons els Annals Malais, aquest nom li fou donat al segle xiv per un príncep malai de Sumatra anomenat Sang Nila Utama, que, desembarcant a l'illa després d'una tempesta, observà una bèstia augural a la costa que el seu ministre en cap identificà com a lleó.

Bandera de Sri Lanka

Aslan, o arslan (otomà ارسلان arslān i اصلان aṣlān), és el mot turc i mongol per dir lleó. Fou utilitzat com a títol per una sèrie de governants seljúcides i otomans, incloent-hi Alp Arslan i és un nom turquès/iranià.
«Lleó» fou el sobrenom de diversos governants medievals amb una reputació de ser valents, com ara Ricard I d'Anglaterra, conegut com a Ricard Cor de Lleó, Enric el Lleó (Heinrich der Löwe), Duc de Saxònia i Robert III de Flandes, amb el sobrenom d'«El lleó de Flandes» —encara avui dia una de les grans icones nacionals flamenques. Els lleons apareixen sovint en escuts, o bé com a part de l'escut en si, o bé com a suports (la lleona és molt més rara). El llenguatge formal de l'heràldica utilitza termes francesos per descriure les imatges amb precisió. Aquestes descripcions especifiquen si els lleons (o altres criatures) eren rampants o passants, és a dir, si estaven rampants o ajaguts. El lleó és utilitzat com a símbol d'equips d'esport, des de seleccions nacionals de futbol com ara l'anglesa, l'escocesa o la singapuresa, o clubs cèlebres com els Detroit Lions de l'NFL, el Chelsea FC i l'Aston Villa FC de la Premier League anglesa, (i la lliga en si), així com l'Athletic Club, coneguts com a lleons de San Mamés. L'Aston Villa presenta un lleó rampant al timbre, igual que els Rangers FC i el Dundee United de la Premier League escocesa.
Els lleons continuen apareixent a la literatura moderna, des del messiànic Aslan d 'El lleó, la bruixa i l'armari i els llibres posteriors de la sèrie de Nàrnia, escrita per Clive Staples Lewis, fins al còmic lleó covard d'El màgic d'Oz. L'adveniment de les pel·lícules veié la continuació del simbolisme dels lleons: un dels lleons més icònics i reconeguts és Leo the Lion, la mascota dels estudis Metro-Goldwyn-Mayer (MGM), que ha estat utilitzada des de la dècada del 1920. La dècada del 1960 fou testimoni de l'aparició de la que és probablement la lleona més cèlebre, l'animal de Kenya Elsa a la pel·lícula Nascuda lliure, basada en la història real del best-seller internacional homònim. El paper del lleó com a rei dels animals ha estat utilitzat en dibuixos animats, des del manga de la dècada del 1950 que donà origen als primers dibuixos animats en color japonesos, Kimba the White Lion o el Leonardo Lion de King Leonardo and his Short Subjects, ambdós de la dècada del 1960, fins a la pel·lícula de Disney The Lion King, que incloïa la popular cançó The Lion Sleeps Tonight a la banda sonora. Un lleó apareix als bitllets de 50 rands de Sud-àfrica.